# Всемирный торговый центр
Всеми́рный торго́вый центр (сокр. ВТЦ; корректный, но исторически не прижившийся перевод — Центр международной торговли, англ. World Trade Center) — комплекс из семи зданий в Финансовом квартале Манхэттена в Нью-Йорке (США), спроектированный Минору Ямасаки и официально открытый 4 апреля 1973 года. Архитектурной доминантой комплекса были две башни, каждая по 110 этажей — Северная (высотой 417 м, а с учётом установленной на крыше антенны — 526,3 м) и Южная (высотой 415 м). 11 сентября 2001 года комплекс Башен-близнецов ВТЦ был разрушен в результате террористического акта. Некоторое время после окончания строительства башни были высочайшими небоскрёбами в мире (до этого высочайшим зданием было здание Эмпайр-стейт-билдинг, которое после разрушения ВТЦ стало самым высоким зданием Нью-Йорка и считалось таковым до открытия Всемирного торгового центра 1 (Башня Свободы) в ноябре 2014 года).

## Оригинальный комплекс

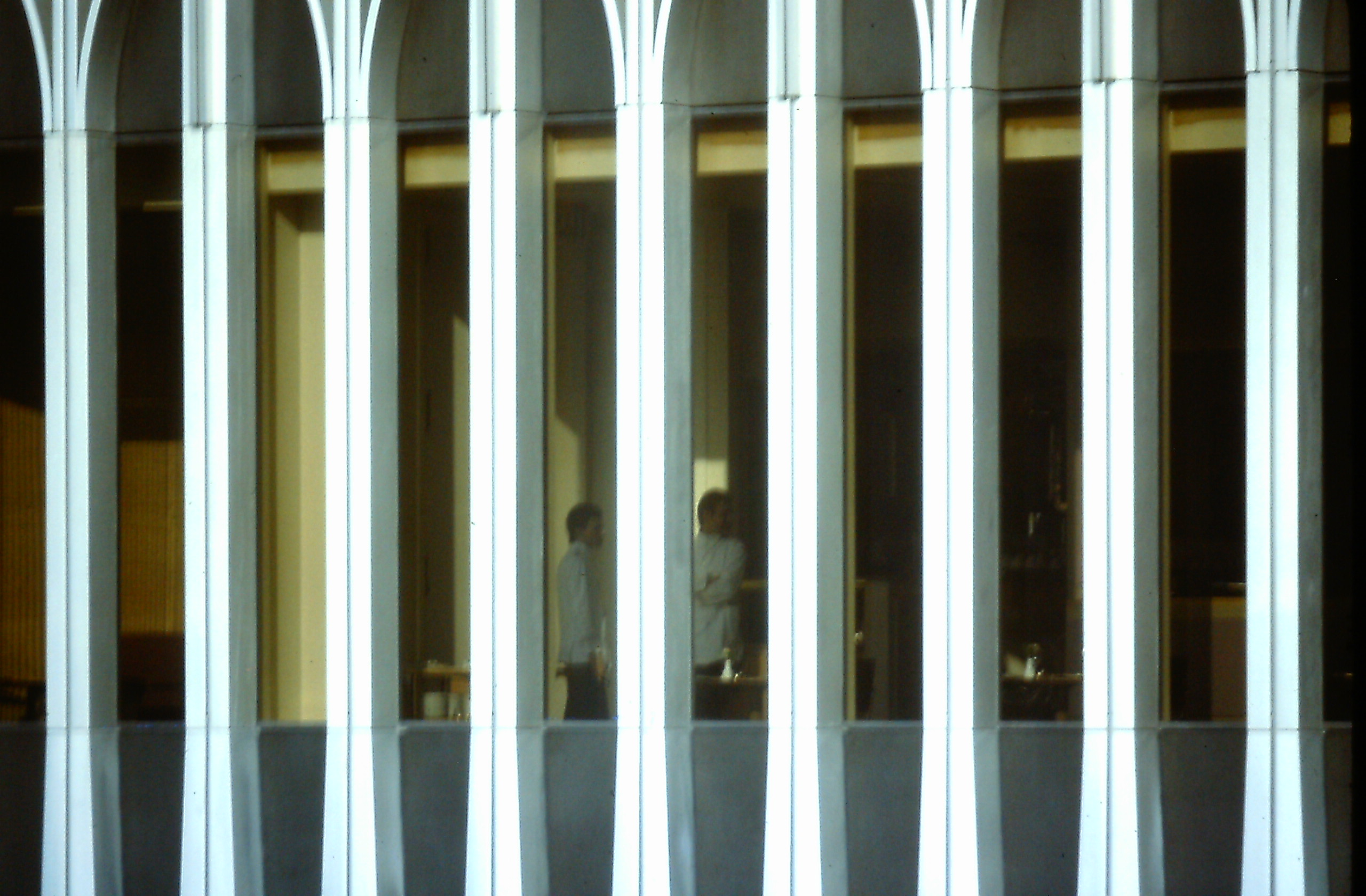
Вид на окно одной из Башен-близнецов. Видно, что конструкция фасада состоит из огромных стальных колонн

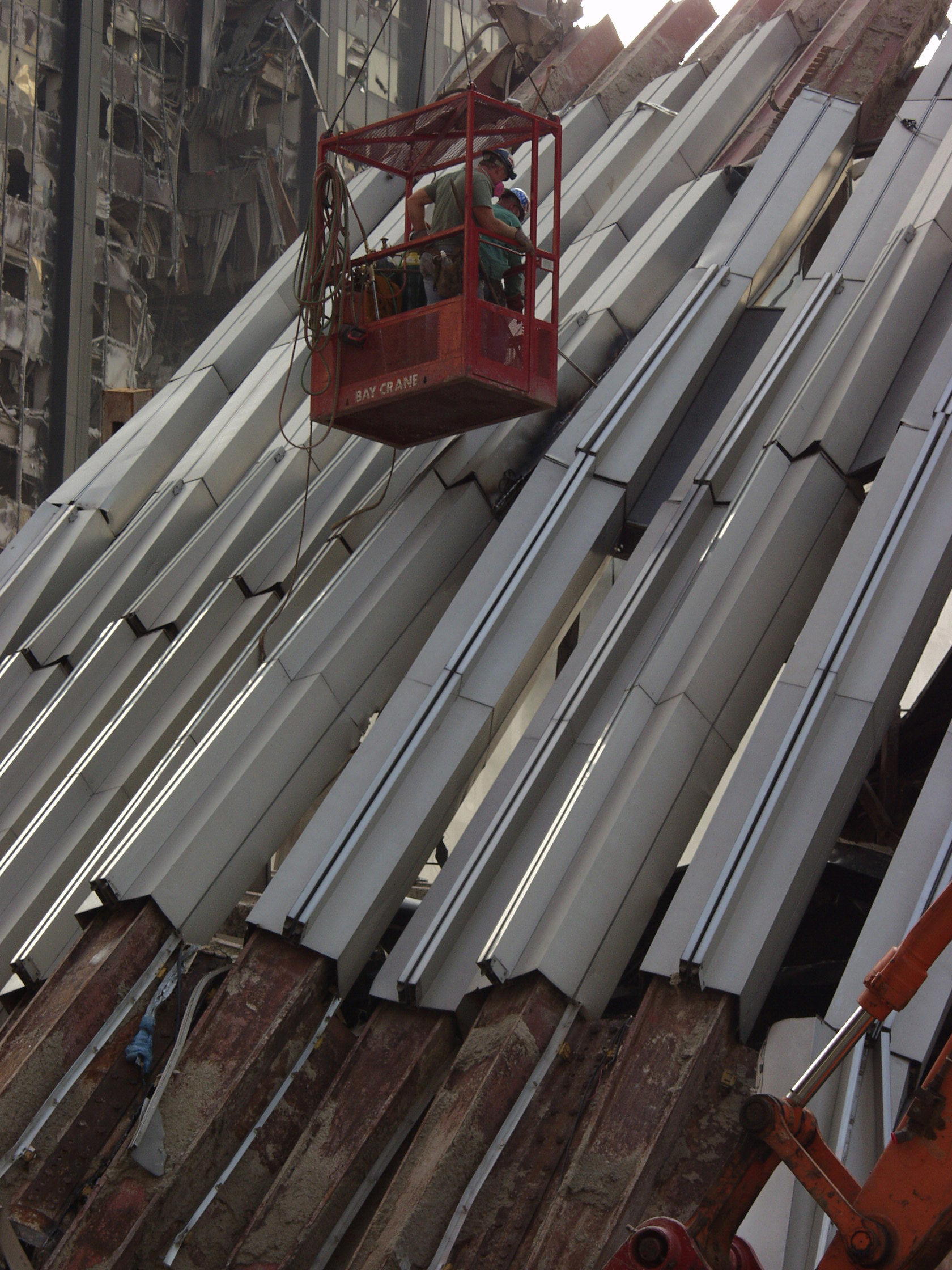
На разрушенных наружных колоннах хорошо видна их облицовка

### История и строительство

Весь комплекс включал 7 зданий

Идея создания Всемирного торгового центра в Нью-Йорке впервые была предложена в 1943 году. Законодательное собрание штата Нью-Йорк приняло законопроект, позволяющий губернатору Нью-Йорка Томасу Дьюи начать планирование строительства, но разработки были приостановлены в 1949 году. В конце 1940-х и начале 1950-х годов экономический рост в Нью-Йорке был сосредоточен в центре Манхэттена. Чтобы стимулировать реконструкцию других районов Манхэттена, Дэвид Рокфеллер предложил Портовому управлению построить торговый центр в Нижнем Манхэттене.
Первоначальные планы, обнародованные в 1961 году, предлагали использовать побережье Ист-Ривер для строительства Всемирного торгового центра. Будучи агентством, представляющим два штата, Портовое управление должно было получить одобрение новых проектов от двух губернаторов: Нью-Йорка и Нью-Джерси. Губернатор Нью-Джерси Роберт Б. Мейнер возражал против строительства проекта стоимостью 335 млн долларов в Нью-Йорке. Ближе к концу 1961 года переговоры с губернатором Нью-Джерси Мейнером зашли в тупик, после чего он ушёл с должности в начале 1962 года.
В то время пассажиропоток по Гудзон-Манхэттенской железной дороге (H&M Railroads), принадлежащей Нью-Джерси, существенно снизился, с 113 млн пассажиров в 1927 году до 26 миллионов в 1958 году, после того, как открыли новые автомобильные туннели и мосты через реку Гудзон. В декабре 1961 года, на встрече директора Портового управления Остина Дж. Тобина и вновь избранного губернатора Нью-Джерси Ричарда Дж. Хьюза, было предложено построить через Гудзон транспортный хаб Port Authority Transit Hub (PATH) и выкупить H&M Railroads у Нью-Джерси. Управление портов также решило перенести проект Всемирного торгового центра на строительную площадку Хадсон Терминал на западной стороне Нижнего Манхэттена, более удобную для пассажиров Нью-Джерси, прибывающих через PATH. В связи с новым расположением и приобретением Н & М Railroads Портовым управлением, Нью-Джерси согласился поддержать проект Всемирного торгового центра.
Также было необходимо одобрение мэра Нью-Йорка Джона Линдсея и Нью-Йоркского городского совета.
Разногласия с городом касались, в основном, налоговых вопросов. 3 августа 1966 года была достигнута договорённость о том, что Портовое управление будет делать ежегодные платежи городу, взамен налогов за использование площадей Всемирного торгового центра частными арендаторами. В последующие годы, эти выплаты выросли, как и ставка налога на недвижимость.

#### Архитектурный дизайн

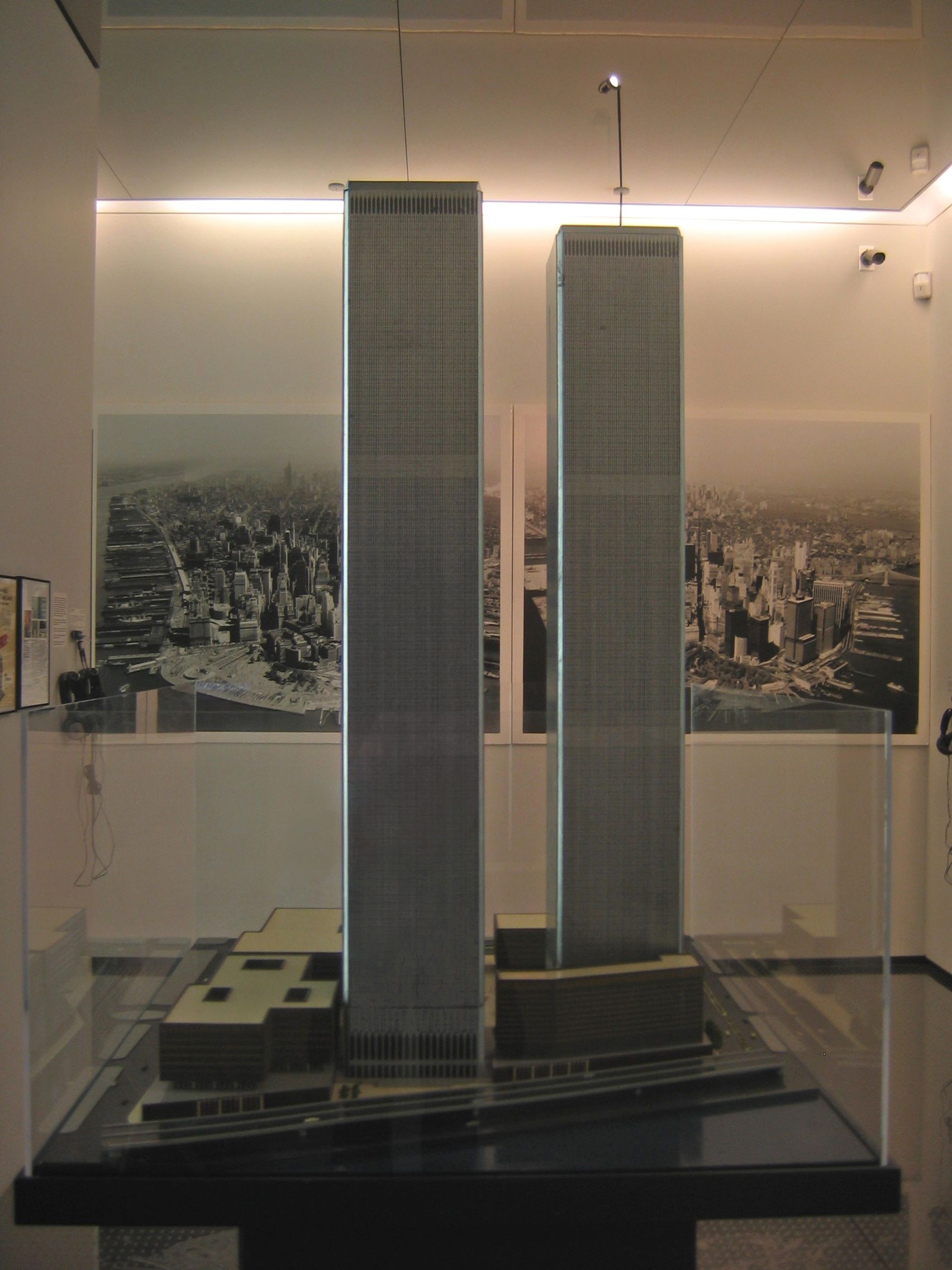
Оригинальный музейный макет комплекса (без WTC-7), представленный на выставке

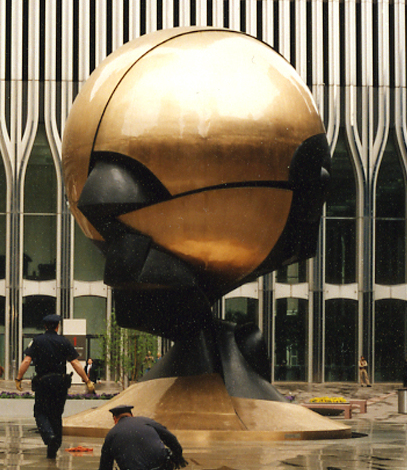
«Сфера»

20 сентября 1962 Портовое управление объявило о выборе Минору Ямасаки в качестве ведущего архитектора и Emery Roth & Sons в качестве содействующих архитекторов. Ямасаки разработал план, включающий Башни-близнецы; первоначальный план Ямасаки включал две башни по 80 этажей, но для удовлетворения требований администрации Управления Портов требовалось 930 тысяч м2 офисных площадей, тогда здания были увеличены до 110 этажей. Основным фактором сдерживания высоты зданий была прокладка лифтов — чем выше здание, тем больше лифтов требовалось для его обслуживания, требовались более громоздкие лифтовые шахты. Ямасаки с инженерами решили использовать новую систему с двумя «небесными лобби» (skylobby), где люди могли перейти от крупного скоростного лифта к местным лифтам, которые ходили до нужных этажей в своей секции. Эта система, вдохновлённая системой метро Нью-Йорка, позволила создать местные лифты в пределах одной шахты лифта. Расположенные на 44-м и 78-м этажах каждой башни, «небесные лобби» позволили эффективно использовать пространство под лифтовые шахты, увеличивая количество полезного пространства на каждом этаже от 62 до 75 % за счёт уменьшения количества тех самых лифтовых шахт. В целом, во Всемирном торговом центре было 95 скоростных и местных лифтов.
Дизайн Ямасаки для Всемирного торгового центра был представлен общественности 18 января 1964 года, с длиной каждой стороны башни в 63 м. Здания были разработаны с узкими окнами в 46 см (18 дюймов) в ширину, отражавшие страх высоты Ямасаки, а также его желание создать чувство безопасности для человека, чтобы он мог подойти к окну и опереться обеими руками с двух его сторон и почувствовать, что всё надёжно. Всемирный торговый центр был одним из наиболее ярких американских реализаций архитектурного стиля Ле Корбюзье, и готических модернистских тенденций Ямасаки.
В дополнение к Башням-близнецам, план комплекса Всемирного торгового центра включал в себя четыре малоэтажных здания, которые были построены в начале 1970-х. 47-этажный 7 World Trade Center был построен в 1980-х, к северу от главного комплекса. В целом, основной комплекс Всемирного торгового центра занимал около 65 тысяч м² (16 акров).

#### Структурное устройство

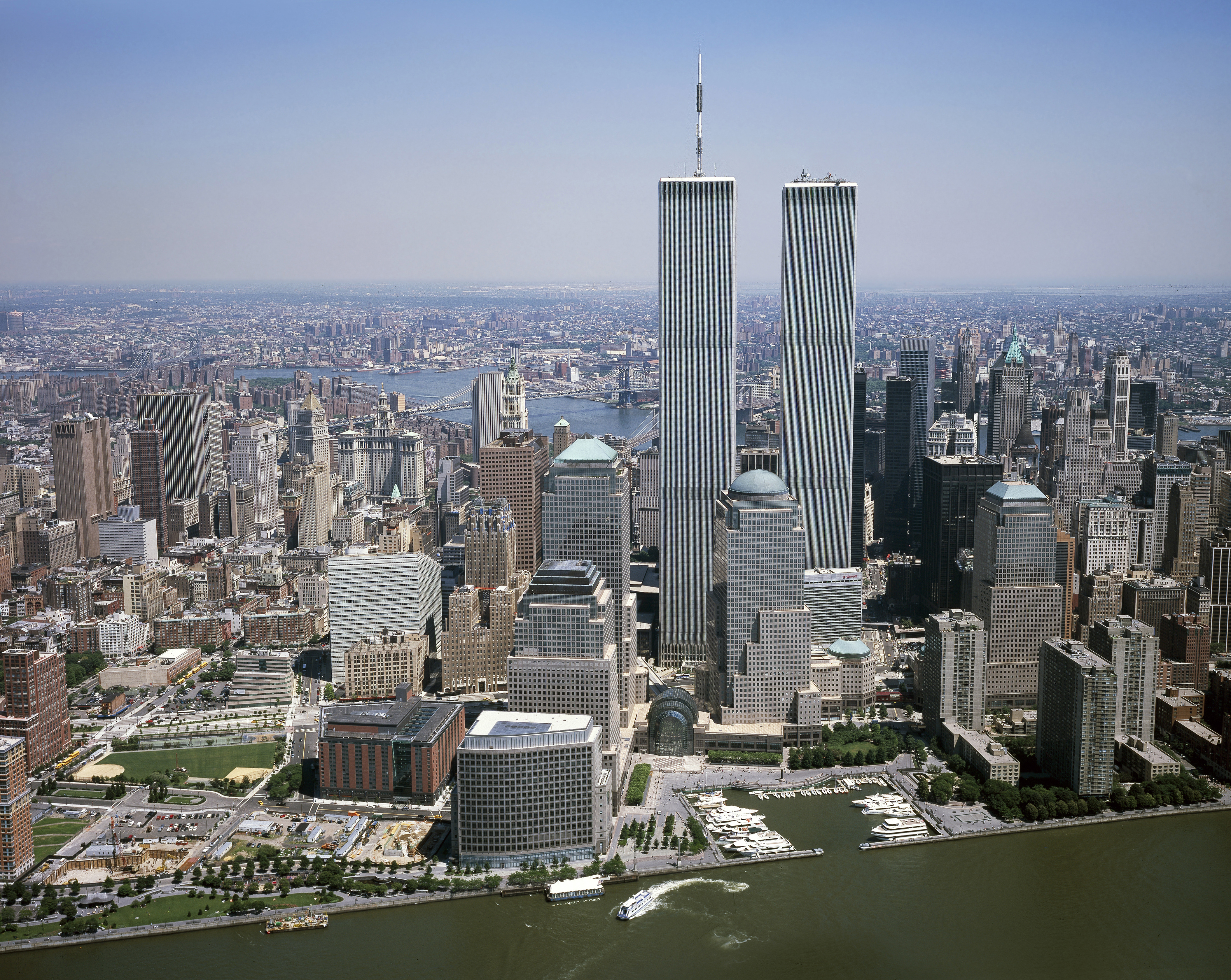
Всемирный финансовый центр, Всемирный торговый центр и район Бэттери-Парк-сити, построенные на насыпном острове

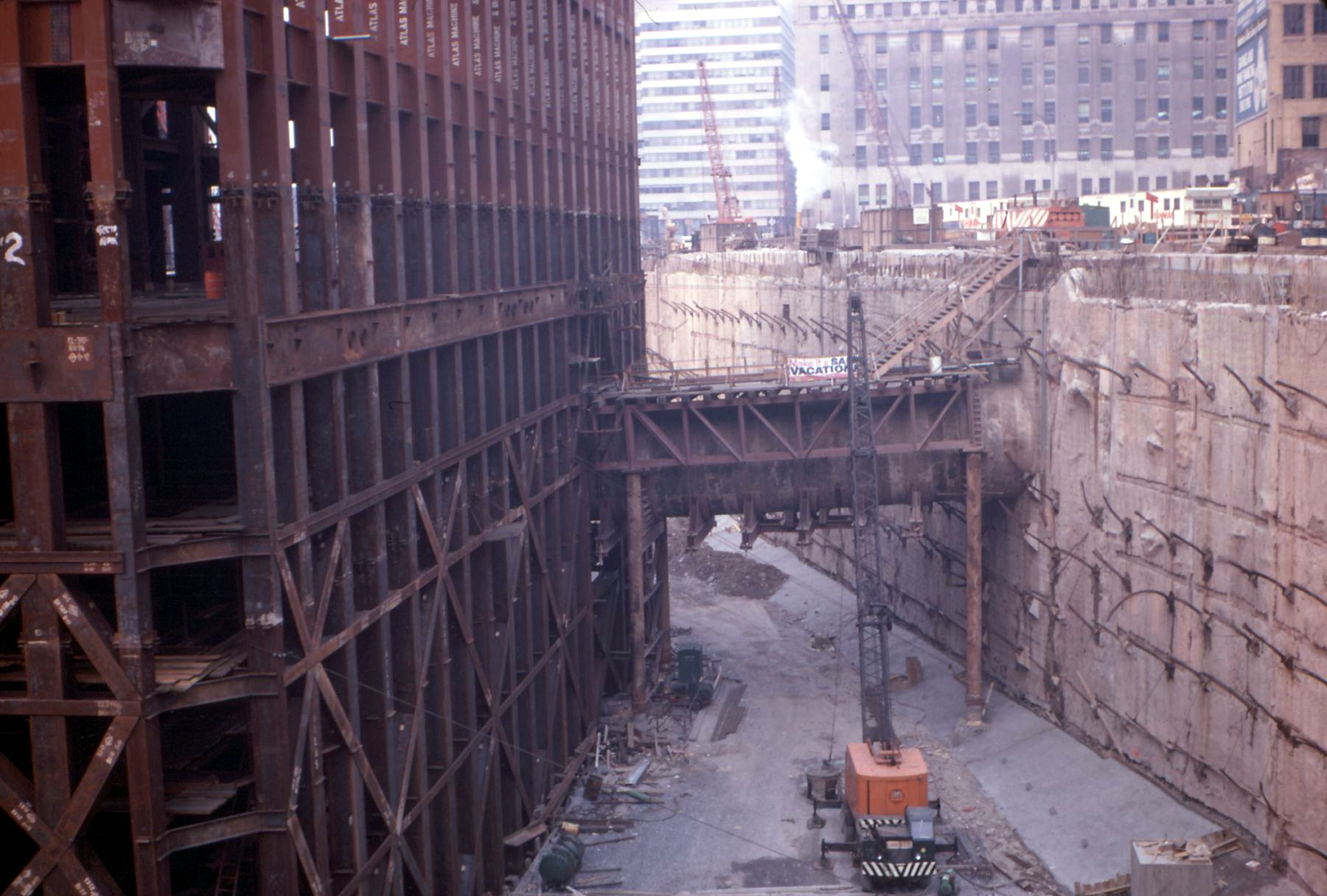
Общий бетонный котлован ниже уровня воды в заливе и каркас основания Южной башни. 1969 г.

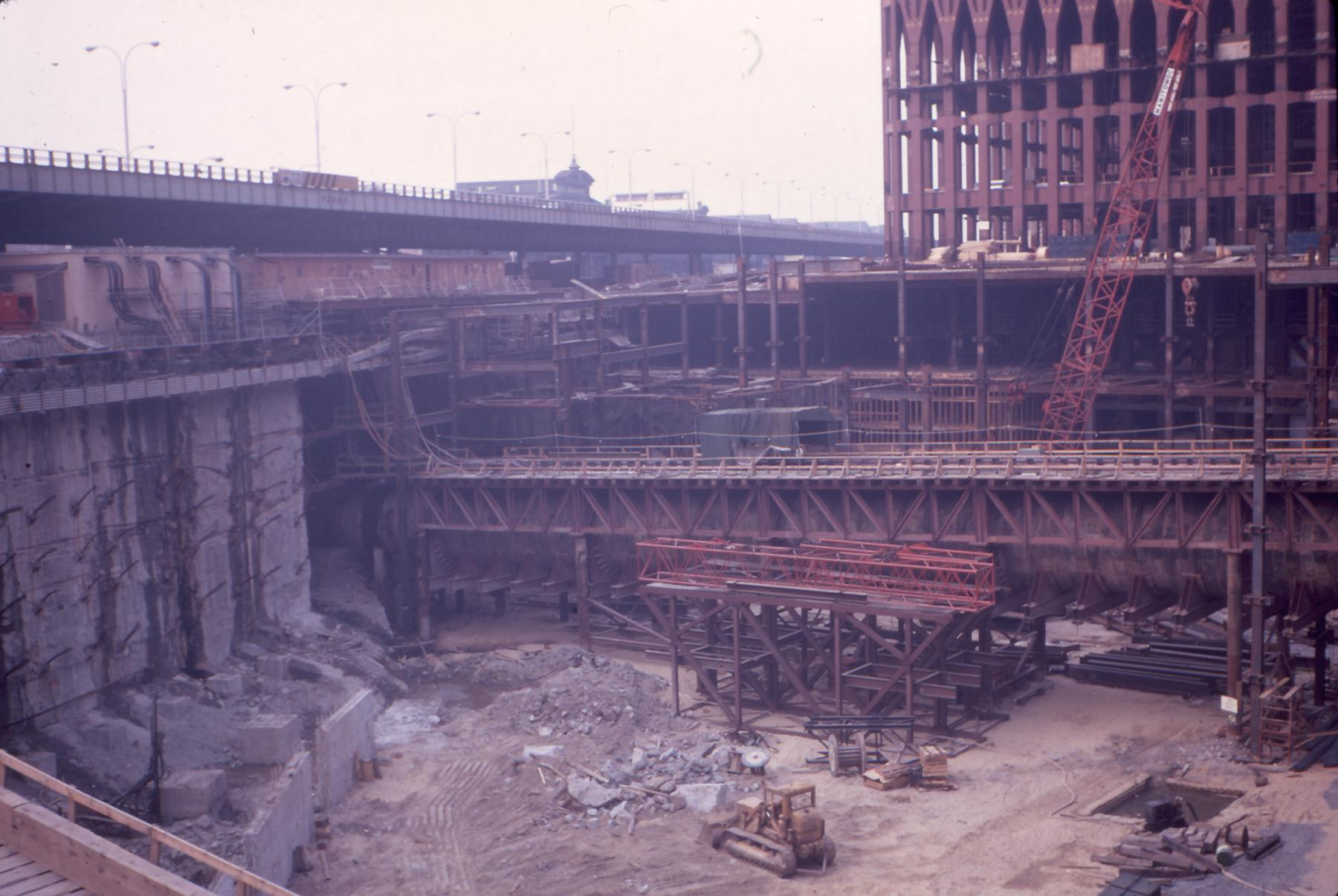
Общий котлован и каркас основания Северной башни, водосточный коллектор проходящий сквозь Южную башню. 1969 г.

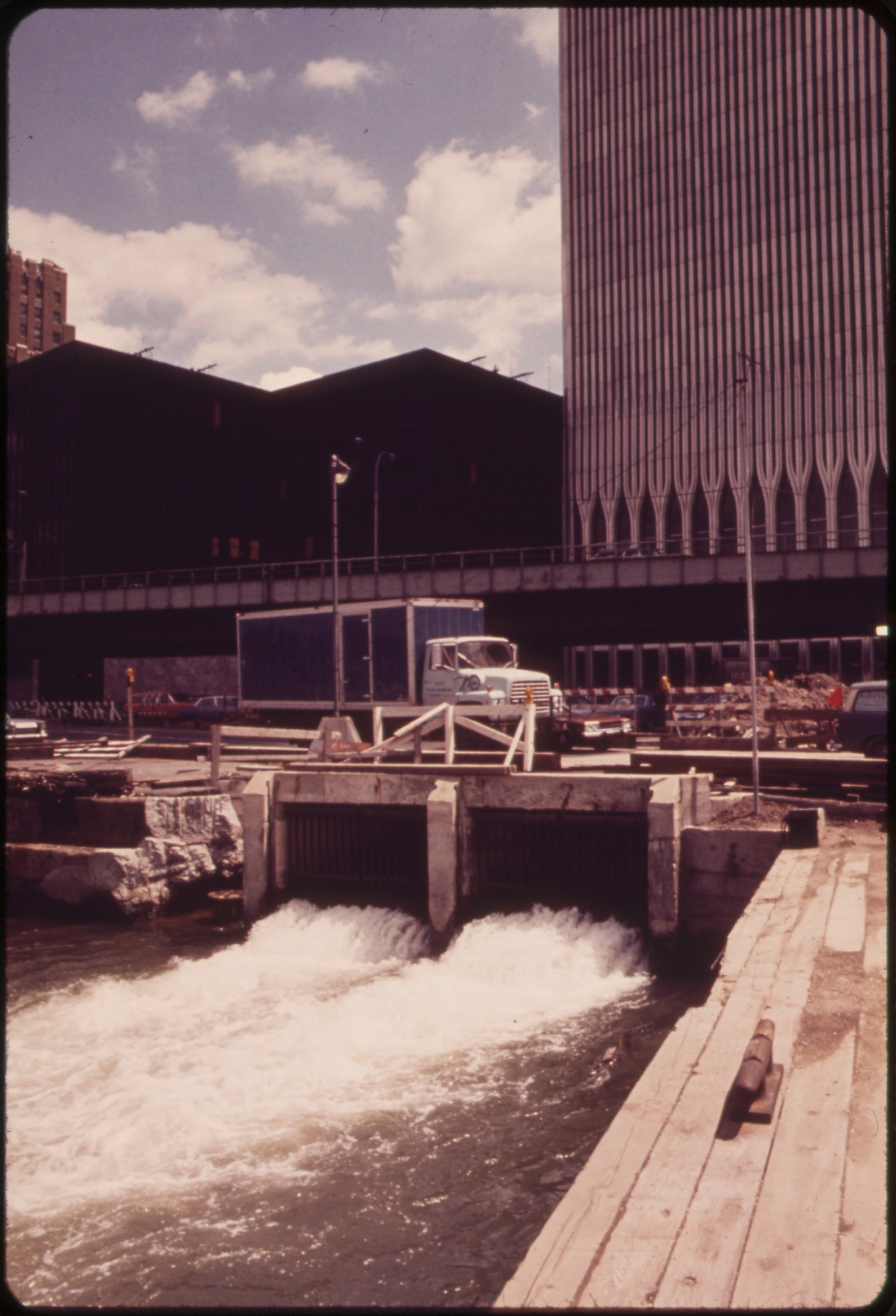
Выпуск сточных вод. 1973 г.

Структуру зданий инженеры фирмы «Worthington, Skilling, Helle & Jackson» разработали для реализации дизайна Минору Ямасаки, создав структурную систему «труба-каркас», которая использовалась в Башнях-близнецах. Технический отдел администрации Управления Порта служил штабом инженеров «Joseph R. Loring & Associates» в качестве инженеров-электриков и «Jaros, Baum & Bolles» как инженеров-механиков. «Tishman Realty & Construction Company» была генеральным подрядчиком по проекту Всемирного торгового центра. Гай Ф. Тоззоли, директор Департамента Всемирной торговли Управления Портов, и Рино М. Монти, главный инженер Дирекции порта, курировали проект. В качестве межштатного органа, Управление Портов не подлежало юрисдикции местных законов, также законам и указам города Нью-Йорка, в том числе строительных норм и правил. Тем не менее, структурные инженеры Всемирного торгового центра закончили проект под новую версию строительных норм и правил 1968 года. Принцип «трубка-каркас» был новым подходом, который позволил увеличить пространство полезных площадей, в отличие от традиционного дизайна, в котором существуют несущие балки и колонны, разделяющие пространство. Башни Всемирного торгового центра использовали высокопрочные стальные колонны, называемые «Vierendeel trusses», которые были расположены близко друг к другу, чтобы сформировать сильную, жёсткую структуру стены, выдерживающую практически все боковые нагрузки, такие как ветровые, а также гравитационную нагрузку, частично снимаемую с основных колонн. По периметру стена содержала 59 колонн с каждой стороны, и была построена с широким использованием быстро возводимых модульных частей, каждая из которых состояла из трёх колон, по три этажа высотой, соединённых перемычками («Spandrel-пластины»). Перемычки приваривались к колоннам, для создания модульных частей, в цехе металлоконструкций. Смежные модули были закреплены между собой, с закреплением в середине пролёта колонн и перемычек. Перемычки были расположены на каждом этаже, передавая напряжения сдвига между колоннами, что позволяло им работать вместе в борьбе против боковых нагрузок.
В ядре каждой из башен размещались шахты лифтов и коммуникаций, туалеты, три лестничных пролёта и другие технические помещения. Ядро каждой башни представляло собой прямоугольную область 27 на 41 м и содержащее 47 стальных колонн, идущих от основания, до верхней части башни. Большое, без колонн, пространство между внешней стеной и ядром перекрывалось фермами этажей — готовыми конструкциями полов. Полы выдерживали свой собственный вес, полезную нагрузку, а также передавали боковые нагрузки от внешней стены на центральное ядро, где они рассеивались. Ферма представляла собой каркас из металлических балок-оснований, выполненных из толстой цилиндрической стали (около 3 см в диаметре) и уложенных на них металлических рифлёных листов. Полы покрывались десятисантиметровым слоем лёгкого бетона. Верхние корды ферм прикреплялись болтами к специально приваренным для этого местам на перемычках внешней стены, и к каналу, приваренному к основным колоннам центрального ядра. Полы соединялись с внешней стеной, по периметру, через вязко-упругие демпферы, которые помогали уменьшить количество вибраций, передаваемых на здание.
«Hat-фермы» (или «опорные фермы»), расположенные со 107-го этажа до вершины зданий, были предназначены для поддержания высокой антенны на крыше каждого здания. Но только на WTC 1 (Северная башня) на самом деле антенна была установлена; она была построена там в 1979 году. Система ферм состояла из шести ферм, вдоль по длинной части центрального ядра, и четырёх по короткому. Эта система ферм несколько перераспределяла нагрузку между периметром внешней стены и колоннами центрального ядра.
Конструкция труба-каркас, использующая стальные колонны в ядре здания, а также во внешней стене, защищалась распылённым на них огнестойким материалом, созданным сравнительно лёгким, который мог бы колебаться от ветра вместе со зданиями, не повреждаясь, в сравнении с такими зданиями как Эмпайр Стейт Билдинг, имеющим толстые, тяжёлые кладки противопожарной защиты стальных элементов конструкции. В процессе проектирования проводились испытания в аэродинамической трубе, для установления давления силы ветра, для того, чтобы Башни Всемирного торгового центра могли сопротивляться этим силам. Эксперименты также проводились для оценки комфорта в башнях, однако многие субъекты исследования испытывали головокружение и другие негативные воздействия. Тогда один из главных инженеров, Лесли Робертсон, работающий вместе с канадским инженером Аланом Г. Дэвенпортом, разработали вязкоупругие амортизаторы для поглощения некоторой части колебаний. Эти вязкоэластичные амортизаторы, используемые в стыках между полом ферм и колоннами внешней стены, наряду с некоторыми другими структурными изменениями сократили негативные факторы до приемлемого уровня.

#### Строительство

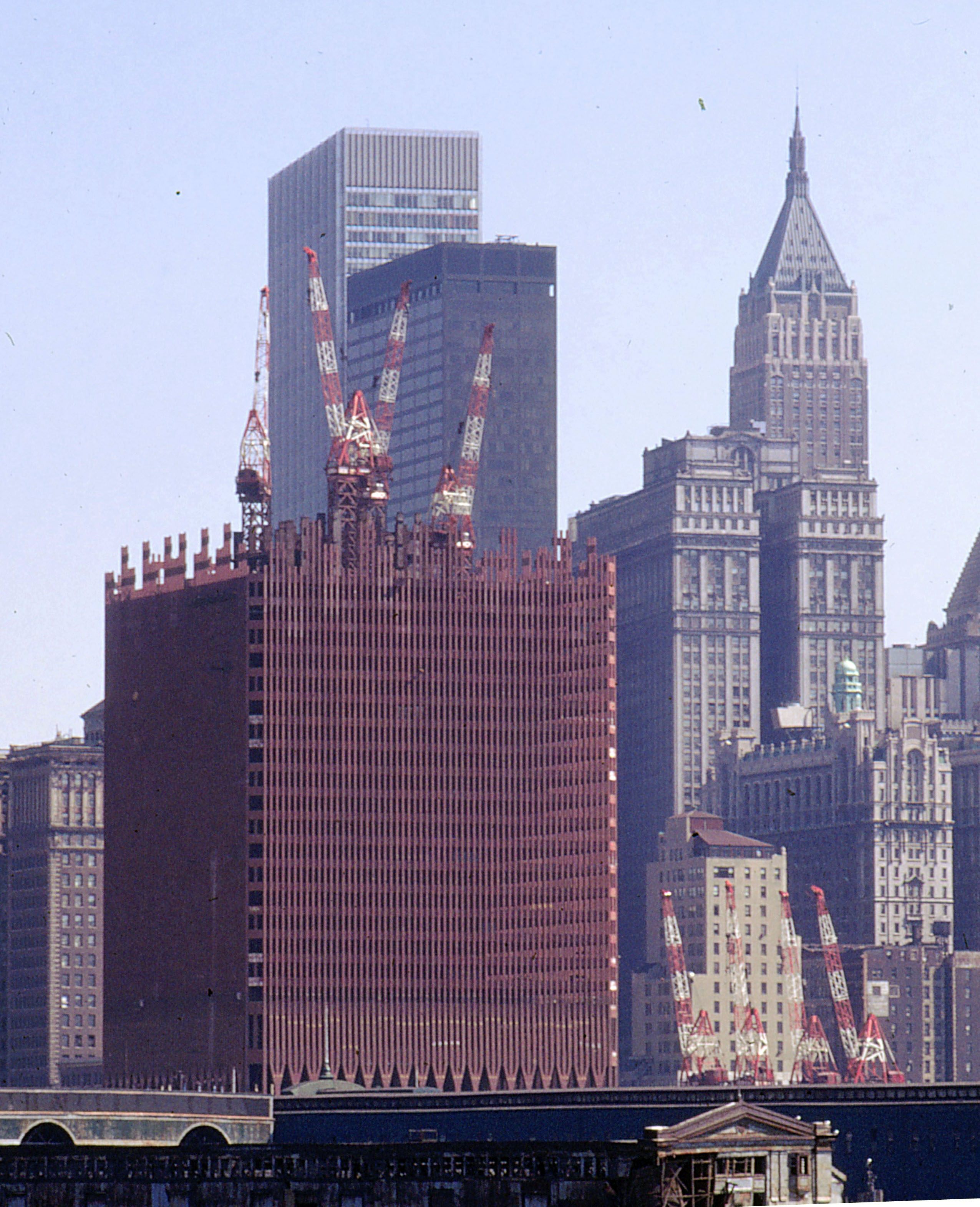
Строительство. 1969 г.

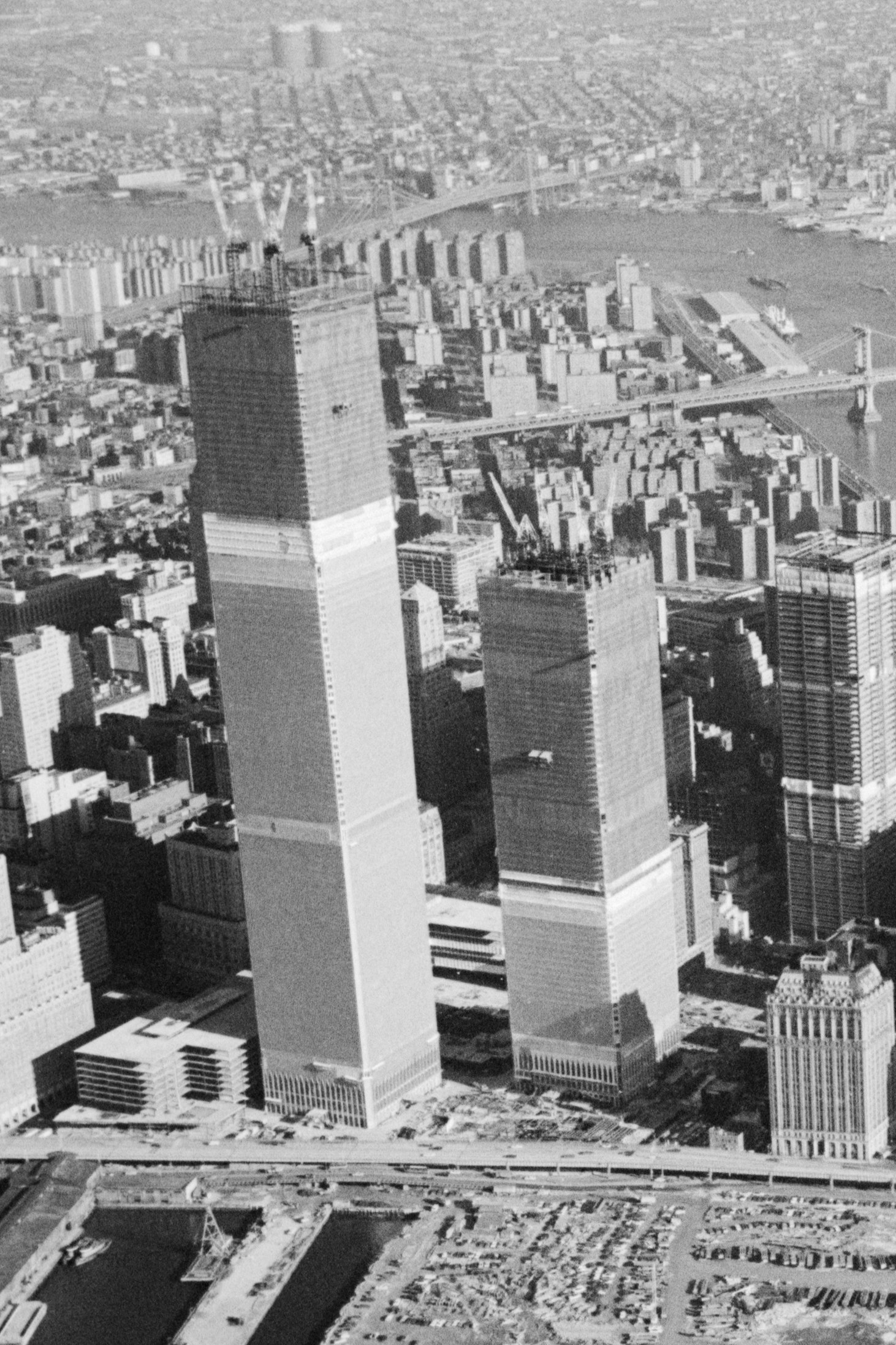
Строительство. 1971 г.

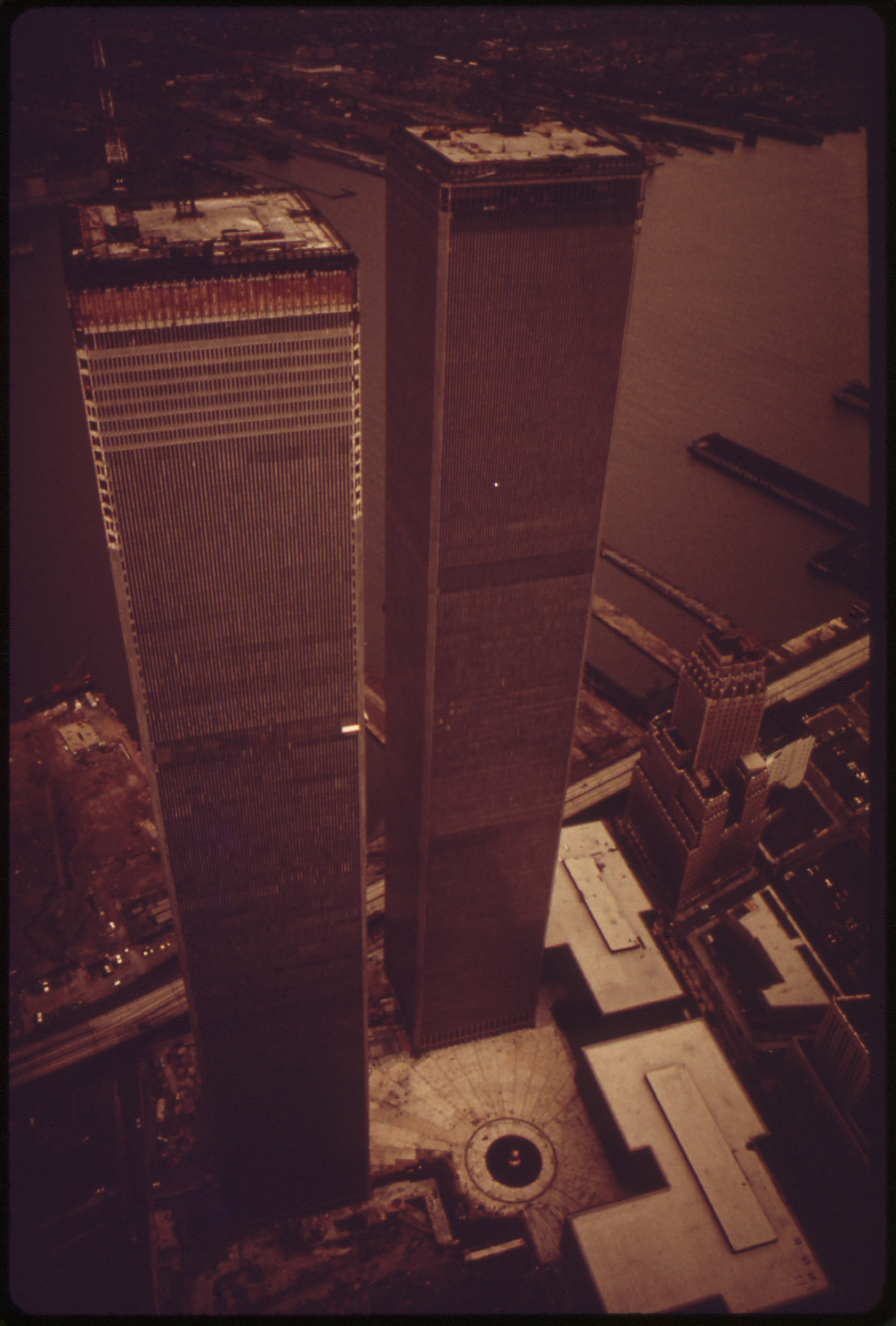
1973 г. Справа трапециевидная в плане — построенная в 1967 г. 2-этажная электроподстанция, над которой в последующем было надстроено 47-этажное WTC-7

В марте 1965 года Портовое управление начало выкупать собственность на территории будущего комплекса. Работы по сносу начались 21 марта 1966 года, для очистки от тринадцати кварталов малоэтажной застройки района Radio Row, располагавшегося на месте будущего Всемирного торгового центра. Земляные работы по строительству комплекса начались 5 августа 1966 года.
Территория Всемирного торгового центра приходилась на насыпной грунт, за счёт которого расширялся Нижний Манхэттен. Скальная порода, на основе которой можно было бы начать строительство располагалась на 20 метров ниже. Для начала строительства было необходимо вырыть котлован с железобетонной стеной вдоль West Street для предотвращения попадания воды из Гудзона внутрь вырываемого котлована. Метод с использованием стены из жидкого бетона был выбран главным инженером портового управления Джоном Кайлом-младшим. Метод основан на вытеснении грунтовых вод заливаемым в предварительно вырытую траншею жидкой смеси, состоящей из бетонита и воды. После того как траншея наполняется, внутрь неё опускается стальная арматура и заливается основной бетон, вытесняющий промежуточную смесь бетонита. В результате после схватывания бетона остаётся монолитная стена без водных полостей. За четырнадцать месяцев бетонная стена была готова (к октябрю 1967 года). Только после этого смогли начаться работы по извлечению грунта из котлована. 920 000 м³ вырытого грунта (наряду с другим наполняющими материалами и взвесями) использовались в расширении береговой линии нижнего Манхэттена, по западную сторону от West Street, для будущего Бэттери-Парк-сити.
В январе 1967 года Портовое управление представило 74-миллионный контракт на поставку стали для строительства различным поставщикам, в результате чего главным поставщиком был выбран «Карл Кох». Фирма Tishman Realty & Construction была нанята в феврале 1967 года для контроля над строительством проекта. Строительство началось с Северной башни в августе 1968 года; к строительству Южной башни приступили в январе 1969 года. Линия метрополитена под Гудзоном (Hudson Tubes), по которой поезда PATH приходили на станцию Hudson Terminal, оставалась в работе всё время строительства, вплоть до того момента, пока в 1971 году не открыли новую станцию PATH).
Церемония топпинг-аута, установки последнего несущего элемента конструкции, прошла на Северной башне (WTC 1) 23 декабря 1970 года; на Южной башне (WTC 2) позже — 19 июля 1971 года. Первые арендаторы въехали в Северную башню в декабре 1970 года; в Южную башню — в январе 1972 года. Когда Башни-близнецы Всемирного торгового центра были готовы, общие расходы Портового управления на их строительство составили 900 миллионов долларов. Торжественная церемония перерезания ленточки и официального открытия комплекса произошла 4 апреля 1973 года.

#### Утверждение планов
Планы по строительству Всемирного торгового центра были спорными. Площадь под строительство комплекса была занята районом «Radio Row» — домом для сотен коммерческих и промышленных арендаторов, владельцев недвижимости, малого бизнеса, и примерно 100 постоянных жителей, многие из которых отчаянно сопротивлялись принудительному переселению. Группа малых предпринимателей подала в суд на Портовое Управление, оспаривая перенос своего бизнеса из этого района. Дело дошло до Верховного Суда Соединённых Штатов, который отказался принять его.
Частные застройщики и члены Совета Недвижимости Нью Йорка (Real Estate Board of New York), во главе с владельцем Эмпайр-стейт-билдинг Лоуренсом Вином (Lawrence A. Wien) выразили озабоченность по поводу этого, во многом «субсидируемого», строительства офисного пространства на открытом рынке, конкурирующем с частным сектором, в котором уже и так наблюдался избыток вакансий. Сам Всемирный торговый центр не был арендован полностью до 1979 года, а затем наполнился только из-за того, что аренда помещений в комплексе субсидировалась Портовым Управлением, что делало аренду относительно дешевле, чем в сопоставимых офисных помещений в других зданиях.
Дизайн Всемирного торгового центра вызвал критику Американского института архитекторов (American Institute of Architects) и прочих групп. Льюис Мамфорд (Lewis Mumford), автор книги «The City In History» и других работ по городскому планированию, критиковал проект и описал его и другие новые небоскрёбы, как «простые стеклянно-металлические шкафы». Башни-близнецы описывали похожими на «коробки, в которых доставили Эмпайр-стейт и Крайслер-билдинг». Узкие офисные окна Башен-близнецов, шириной в 46 см и обрамлённые колоннами, ограничивающими взгляд в каждую сторону, не любили многие. Активист и социолог Джейн Джейкобс также подвергла критике планы по строительству ВТЦ, утверждая, что береговая линия должна быть открыта для жителей Нью-Йорка, чтобы ею наслаждаться.
«Суперблок» Торгового центра, размером с квартал, заменивший собой более традиционный густой район, был рассмотрен некоторыми критиками как негостеприимная среда, нарушающая сложный сетевой трафик, типичный для Манхэттена. Например, в своей книге «Pentagon of Power» Льюис Мамфорд осудил ВТЦ в качестве «примера бесцельного гигантизма и технологического эксгибиционизма, что в настоящее время потрошит живую ткань каждого большого города».
На протяжении многих лет огромная Austin J. Tobin Plaza страдала от ветров на уровне земли, возникающих вследствие эффекта Вентури между двумя башнями. В самом деле, некоторые порывы были настолько сильны, что пешеходы были вынуждены переходить площадь по верёвкам. В 1999 году плаза открылась после прошедшей реконструкции, стоимостью в 12 миллионов долларов, в которой была заменена брусчатка с серыми и розовыми гранитными камнями, были добавлены новые скамейки, цветочные горшки, рестораны, продуктовые киоски и открытые кафе.

### Комплекс
В обычный рабочий день в башнях работало до 50 000 человек, а количество посетителей достигало 200 000. Комплекс был настолько велик, что он имел свой собственный почтовый индекс: 10048. Башни открыли обширный вид со смотровой площадки на вершине Южной башни и ресторана «Окна в Мир» на вершине Северной Башни. Башни-близнецы стали известны во всём мире, появляясь в многочисленных фильмах и телевизионных шоу, а также на открытках и других товарах, и стали символом Нью-Йорка, как Эмпайр-стейт-билдинг, Крайслер-билдинг и Статуя Свободы.

#### Северная и Южная башни-близнецы

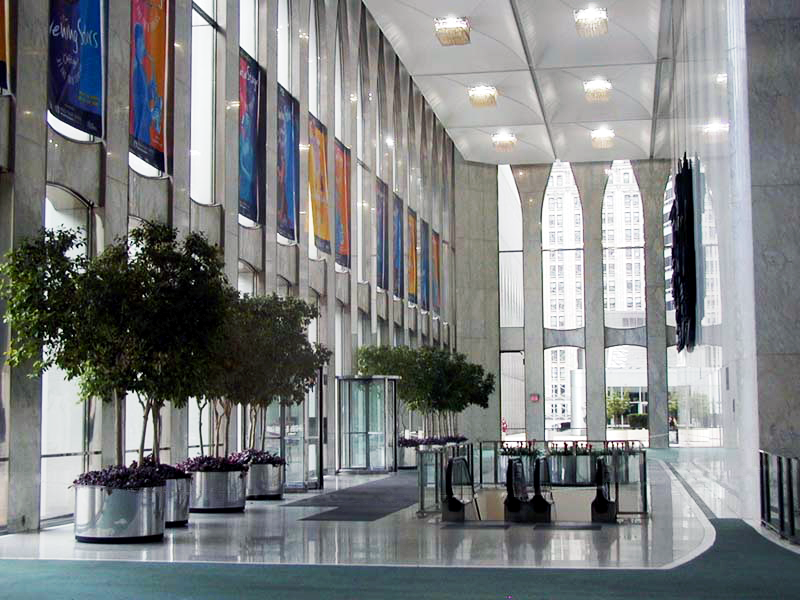
Лобби Северной башни, вид на юг из восточной части здания. 19 августа 2000 года.

Первый Всемирный торговый центр (1WTC) и Второй Всемирный торговый центр (2WTC), чаще просто Башни-близнецы (англ. the Twin Towers) или реже Всемирные торговые центры (англ. World Trade Centers), были разработаны в качестве каркасной трубы, обеспечивающие арендаторов открытыми этажными площадями, не прерывающимися колоннами или стенами. Это были главные здания комплекса Всемирного торгового центра. Северная башня (1WTC) стала на момент своего завершения самым высоким зданием в мире, высотой в 417 метров, раньше Южной Башни (2WTC), строительство которой и началось раньше — в 1966 году. Широкое использование сборных компонентов помогло ускорить процесс строительства, и первые арендаторы заехали в Северную башню в декабре 1970 года, в то время как Южная была ещё в стадии строительства. После завершения строительства в 1973 году, Южная башня стала вторым по высоте зданием в мире, высотой в 415 м; обзорная площадка на крыше Южной башни расположилась на высоте 415 м, а также на 107 этаже башни на высоте 400 м. Обе они имели лёгкую конструкцию, хотя масса каждого здания составляла около 200 тысяч тонн.
Каждая башня занимала около 4000 м² (1 акр) от общей площади комплекса в 65000 м² (16 акров).
Во время пресс-конференции в 1973 году Ямасаки спросили: «Почему два 110-этажных здания? Почему не одно 220-этажное?» Он ответил: «Я не хочу потерять человеческий масштаб».
После завершения строительства в 1972 году 1WTC был самым высоким зданием в мире в течение двух лет, обогнав Эмпайр-стейт-билдинг после 40-летнего царствования. В 1979 году на Северной башне установили 110-метровую телекоммуникационную мачту (антенну). Считая с антенной, высота Северной башни составила 530 м. Башни Всемирного торгового центра удерживали звание самых высоких непродолжительное время, до мая 1973 года, когда в Чикаго открылся Уиллис-тауэр высотой по уровню крыши в 440 м. В башнях ВТЦ было больше этажей (110), чем в любом другом здании. Это число не было превзойдено ни когда башни существовали, ни после их обрушения, вплоть до появления Бурдж-Халифа, который был открыт в 2010 году (163 этажа).

### Пожар 13 февраля 1975 года
13 февраля 1975 года раздались три сигнала пожарной тревоги на 11-м этаже Северной башни. Огонь распространился по центральным пустым трубам до 9-го и 14-го этажа из-за возгорания телефонных проводов в шахте, расположенной вертикально между этажами. Те области, куда огонь проник по проводам, удалось потушить практически сразу же, с очагом возгорания справились через несколько часов. Большая часть ущерба пришлась на 11-й этаж, где началось возгорание в кабинете, наполненном бумагой, жидкостью для печатных машин и другим офисным оборудованием. Противопожарная обработка стали против плавления спасла сам остов, и башне не было причинено существенного вреда. На втором месте по причинённому ущербу оказались нижние этажи, пострадавшие не столько от огня, сколько от пены, которой тушили. На тот момент во Всемирном торговом центре не было системы для тушения пожара.

### Террористический акт 26 февраля 1993 года

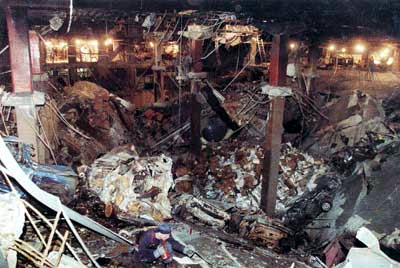
Разрушение в подвале

26 февраля 1993 года в 12:17 на территорию подземной парковки Всемирного торгового центра заехал грузовик с 680 кг взрывчатки, за рулём которого был Исмаил Эйяд, рядом сидел организатор теракта — Рамзи Юзеф. Грузовик взорвался в подземном гараже Северной башни. Шесть человек было убито и более 1000 — ранено.
Юзеф бежал в Пакистан вскоре после взрыва, но был арестован в Исламабаде в феврале 1995 года и экстрадирован в США для судебного процесса. Шейх Омар Абдел Раман в 1996 году был обвинён в участии в организации взрыва и в других заговорах. Юзеф и Эйяд Исмоил были приговорены к пожизненному заключению в 1997 году за причастность к взрыву. Ещё четверым также за соучастие был вынесен приговор в мае 1994 года. Согласно данным суда, целью заговорщиков было полное уничтожение обеих башен, потому что Северная должна была упасть на Южную.
После теракта портовые власти установили фотолюминесцентные указатели на стенах. Система извещения о пожаре была полностью заменена из-за того, что проводка и система сигнализации оригинальной системы вышли из строя.
В память о жертвах был создан зеркальный пруд с именами погибших в результате взрыва. В результате теракта 11 сентября мемориал был разрушен. Новый мемориал, общий для жертв взрыва и теракта, появился в новом мемориальном комплексе, открытом на месте бывшего Всемирного торгового центра.

### Разрушение 11 сентября 2001 года

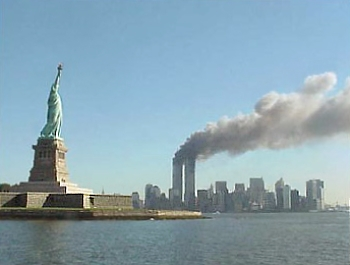
Вид на охваченный пожаром Всемирный торговый центр (на переднем плане Статуя Свободы)

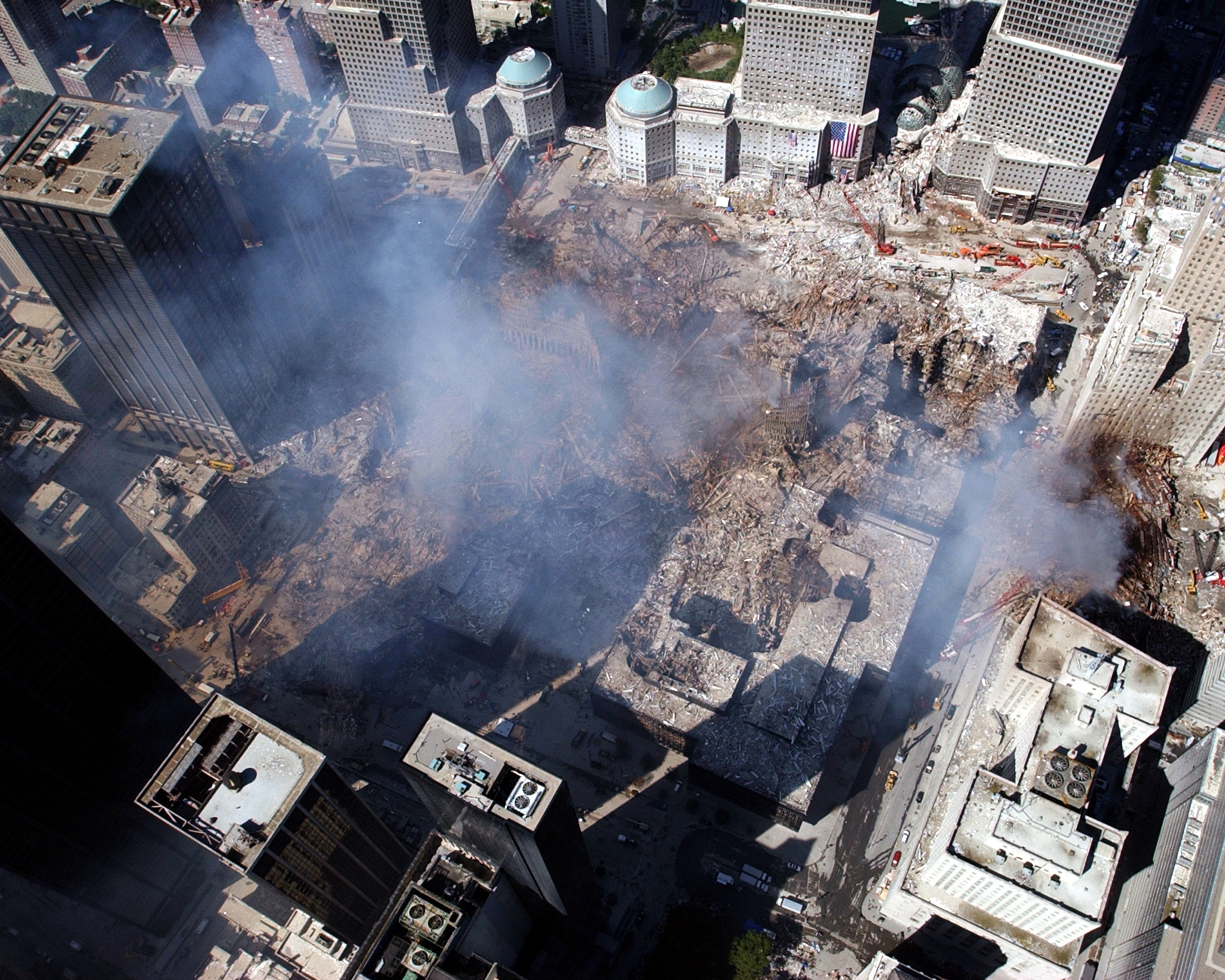
Останки разрушенных зданий ВТЦ-1 — ВТЦ-7 и церкви, 17.09.2001

ВТЦ в огне. Момент столкновения второго угнанного самолёта с Южной башней

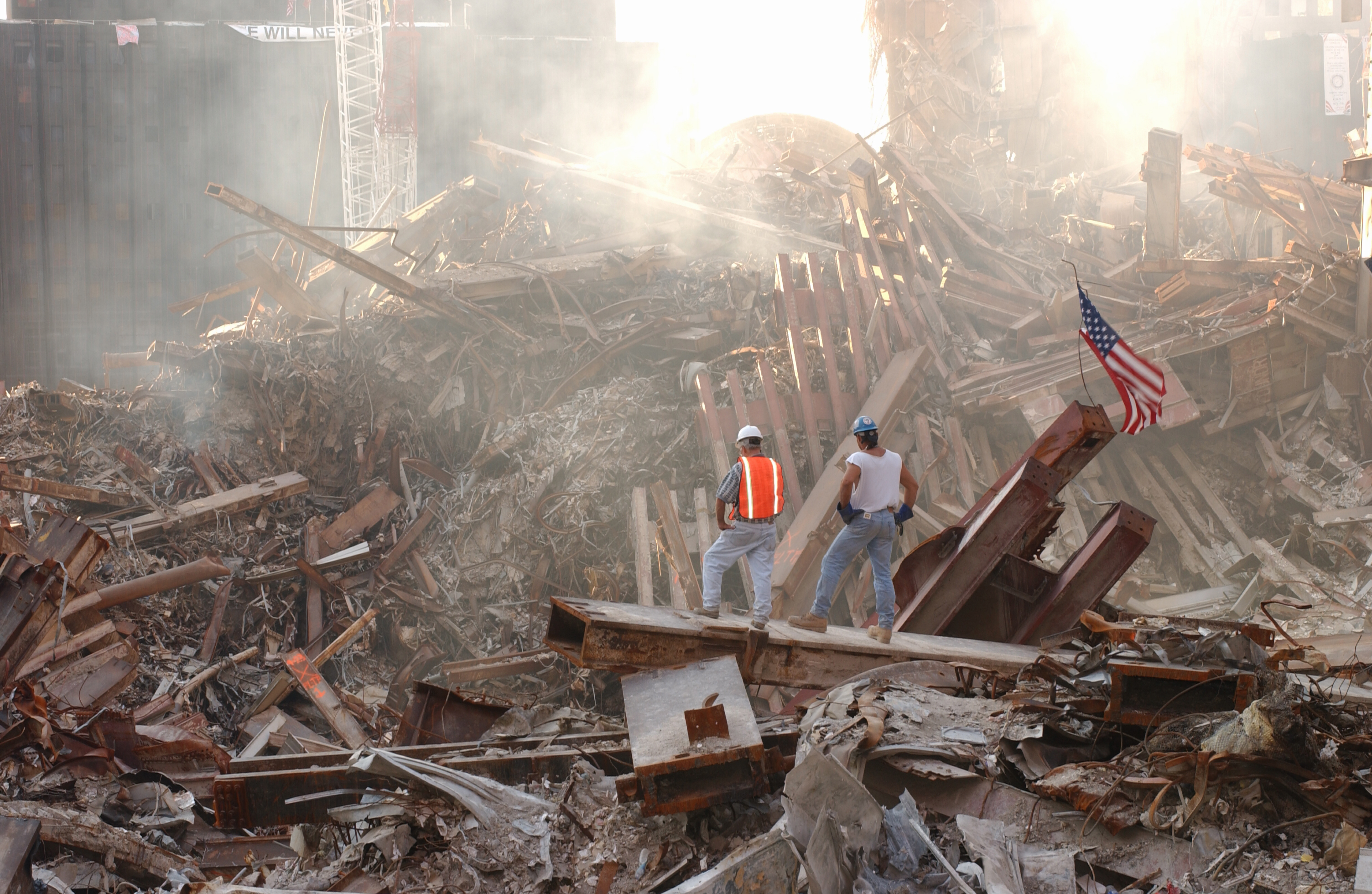
Разбор завалов, 04.10.2001

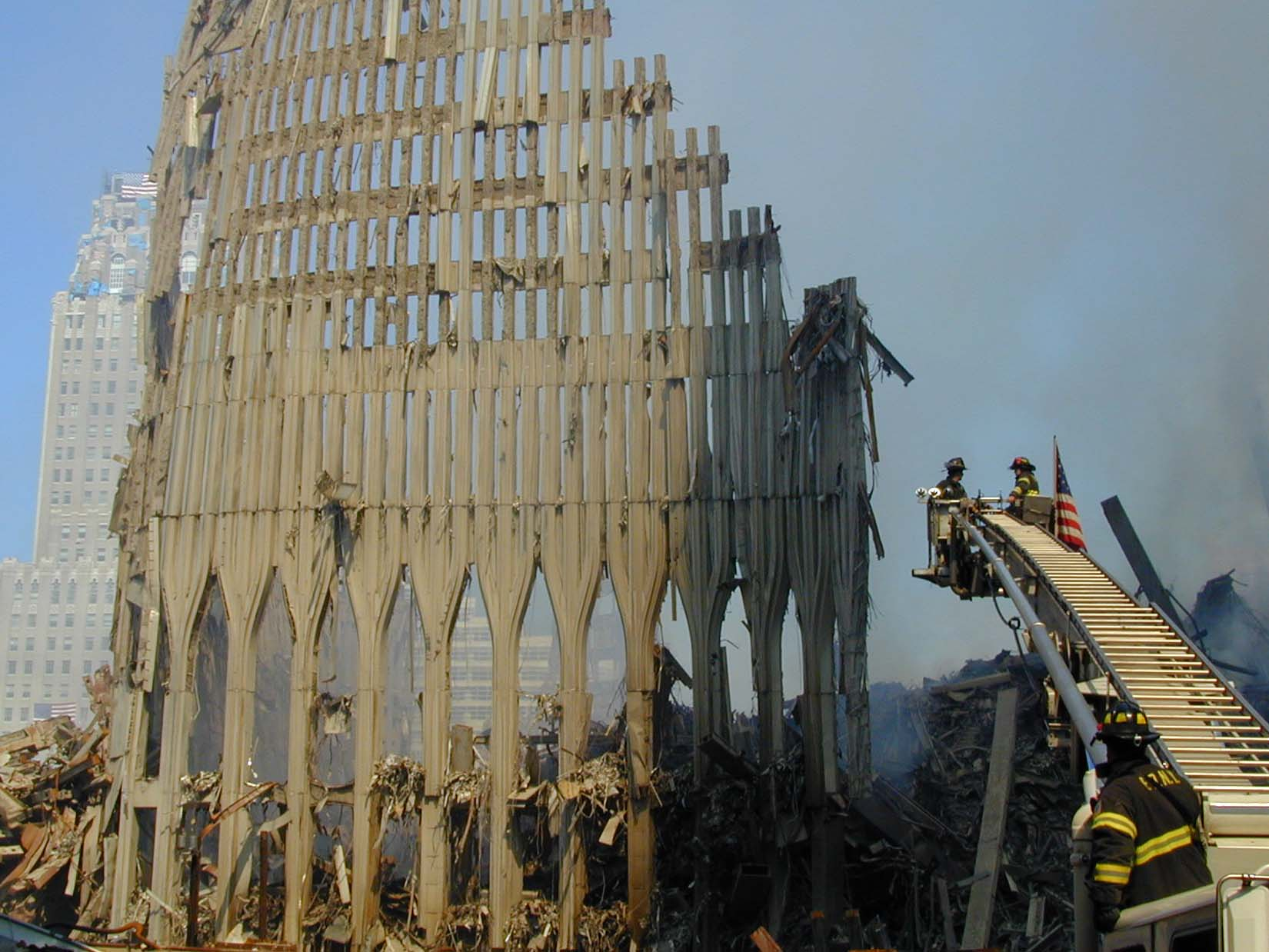
Оставшиеся целыми после обрушения нижние части наружных колонн одной из башен. 18.09.2001

11 сентября 2001 года террористы захватили самолёт рейса 11 авиакомпании American Airlines и преднамеренно направили его в Северную башню в 08:46 (удар пришёлся со стороны северного фасада, между 93 и 99 этажами). Спустя семнадцать минут вторая группа террористов, угнавшая самолёт рейса 175  авиакомпании United Airlines, направила его в Южную башню (этажи 77—85). Второй удар был зафиксирован на видеозаписях множеством очевидцев и репортёров, так как первый удар привлёк внимание к этому месту. Вследствие разрушений, причинённых Северной башне корпусом самолёта, были полностью перекрыты все выходы из здания выше места столкновения, в результате чего в ловушке оказались 1344 человека. Удар второго самолёта, в отличие от первого, пришёлся ближе к углу небоскрёба, и один лестничный колодец остался неповреждённым. Однако немногим людям удалось беспрепятственно спуститься по нему до момента обрушения строения. Но всё же, несмотря на то, что удар самолёта по Южной башне пришёлся ниже, здесь оказались заблокированными между этажами или погибли сразу менее 700 человек — гораздо меньше, чем в Северной. В 9:59 Южная башня рухнула из-за пожара, повредившего стальные элементы конструкции, уже и без того ослабленные столкновением с самолётом. Северная башня обрушилась в 10:28 утра, после пожара, длившегося 102 минуты.
В 17:20 11 сентября 2001 г. развалился восточный пентхаус седьмого корпуса Всемирного торгового центра (ВТЦ-7), а в 17:21 рухнуло всё здание из-за того, что стихийно возникшие пожары необратимо разрушили его конструкцию. Третий корпус Всемирного торгового центра, отель Марриотт (ВТЦ-3), был задет падающими Башнями-близнецами. Три оставшихся здания комплекса серьёзно пострадали от упавших обломков и в конце концов были снесены, поскольку не подлежали восстановлению.
Здание Дойче банка на другой стороне Либерти-Стрит, напротив комплекса Всемирного торгового центра, позже было признано непригодным для людей из-за высокого содержания токсичных соединений в помещениях и разобрано. Фитерман-Холл Общественного Колледжа Манхеттена на Западном Бродвее, 30, также предназначен к сносу из-за обширных повреждений, полученных во время теракта.
Уже после теракта СМИ сообщили, что могли пострадать десятки тысяч человек, так как в обычные рабочие часы в комплексе могло находиться свыше 50 000 человек. В результате теракта 9/11 были выписаны 2752 свидетельства о смерти, в том числе, на имя Фелиции Данн-Джонс, чья смерть была зарегистрирована только в феврале 2002 года; Данн-Джонс умерла спустя пять месяцев после теракта из-за повреждения лёгких, вызванного тучами пыли во время обрушения зданий Всемирного торгового центра. Ещё две жертвы были позднее добавлены в официальный список погибших: врач Снеха Анн Филип, которую в последний раз видели за день до теракта, и Леон Хейуорд, умерший в 2008 году от лимфомы, спровоцированной вдыханием воздуха, насыщенного пылью, поднявшейся при обрушении Башен-близнецов. Инвестиционный банк Кантор Фицджеральд Л. П., размещавшийся на 101—105 этажах Всемирного торгового центра, потерял 658 сотрудников — больше, чем любое другое учреждение, даже Компании Марш и МакЛеннан, расположенные непосредственно под помещениями банка на 93—101 этажах (куда врезался самолёт террористов) и потерявшие 295 человек. На третьем месте по людским потерям (175 человек) — Корпорация Аон (Aon Corporation). Ещё погибли 343 пожарных Нью-Йорка, 84 служащих Портового управления — Port Authority of New York and New Jersey, в том числе 37 сотрудников Департамента полиции Портового управления и 23 офицера Департамента полиции Нью-Йорка. Из всех тех людей, которые находились в башнях в момент их обрушения, живыми были извлечены только 20 человек, в том числе полицейские Портового управления Уилл Джимено и Джон МакЛафлин (восемнадцатый и девятнадцатый выжившие). Также, по данным официальных властей, из окон верхних этажей обеих башен, охваченных пожаром и густым дымом, выбросилось 200 человек. Один пожарный погиб, когда на него упал выбросившийся человек.

### Последствия
В результате террористического акта три здания комплекса были обрушены: два самых высоких строения (Северная башня, Южная башня) и ВТЦ-7. Отель «Марриотт» (ВТЦ-3) был почти полностью уничтожен обломками ВТЦ-1 и ВТЦ-2, ещё трём строениям был причинён такой ущерб, что они были признаны непригодными к восстановлению и позже снесены. Также в результате обрушения ВТЦ-2 был нанесён непоправимый урон 40-этажному зданию Дойче Банка, которое в настоящее время демонтировано.

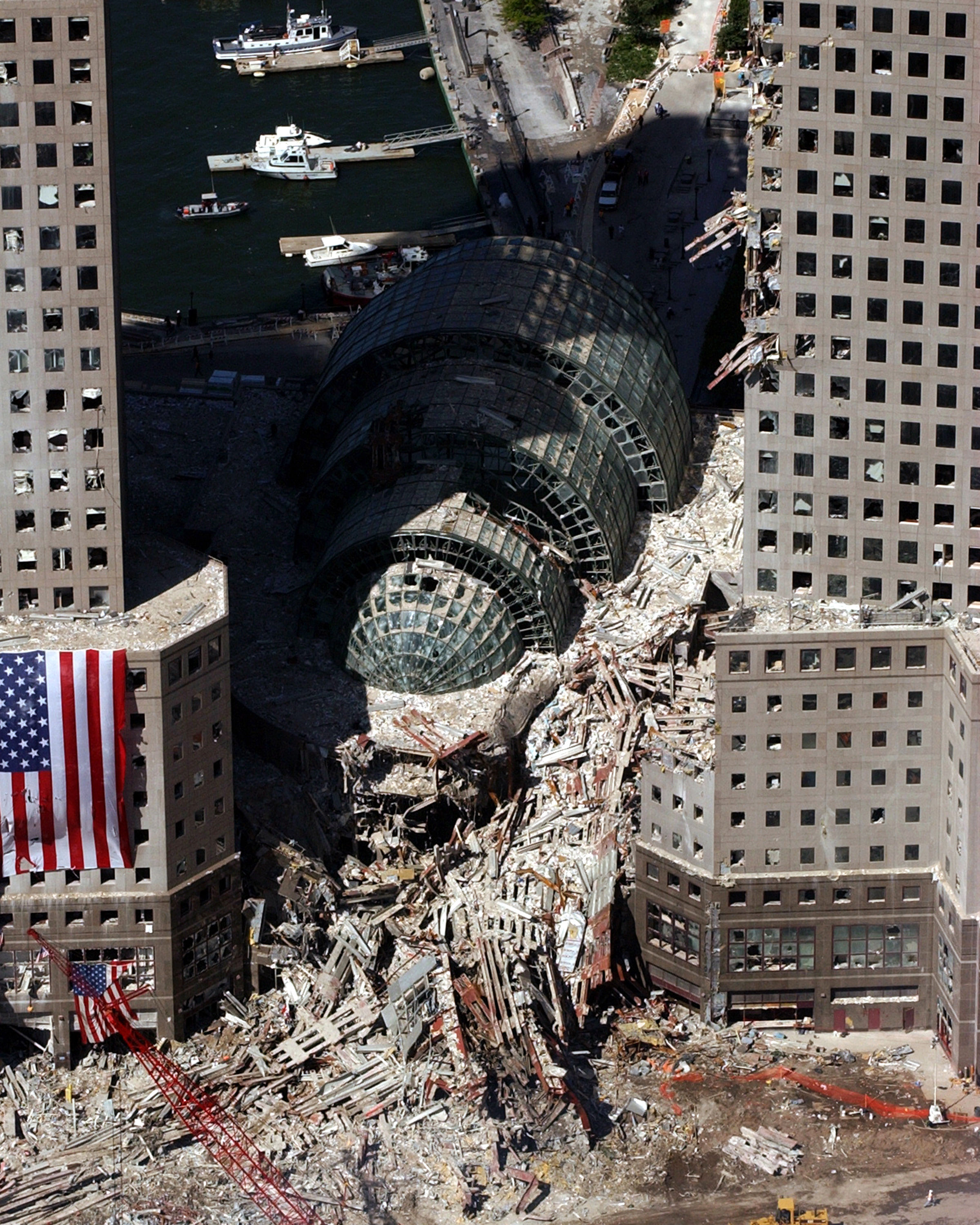
Повреждённые здания ВФЦ: ВФЦ-2; Зимний Сад; ВФЦ-3
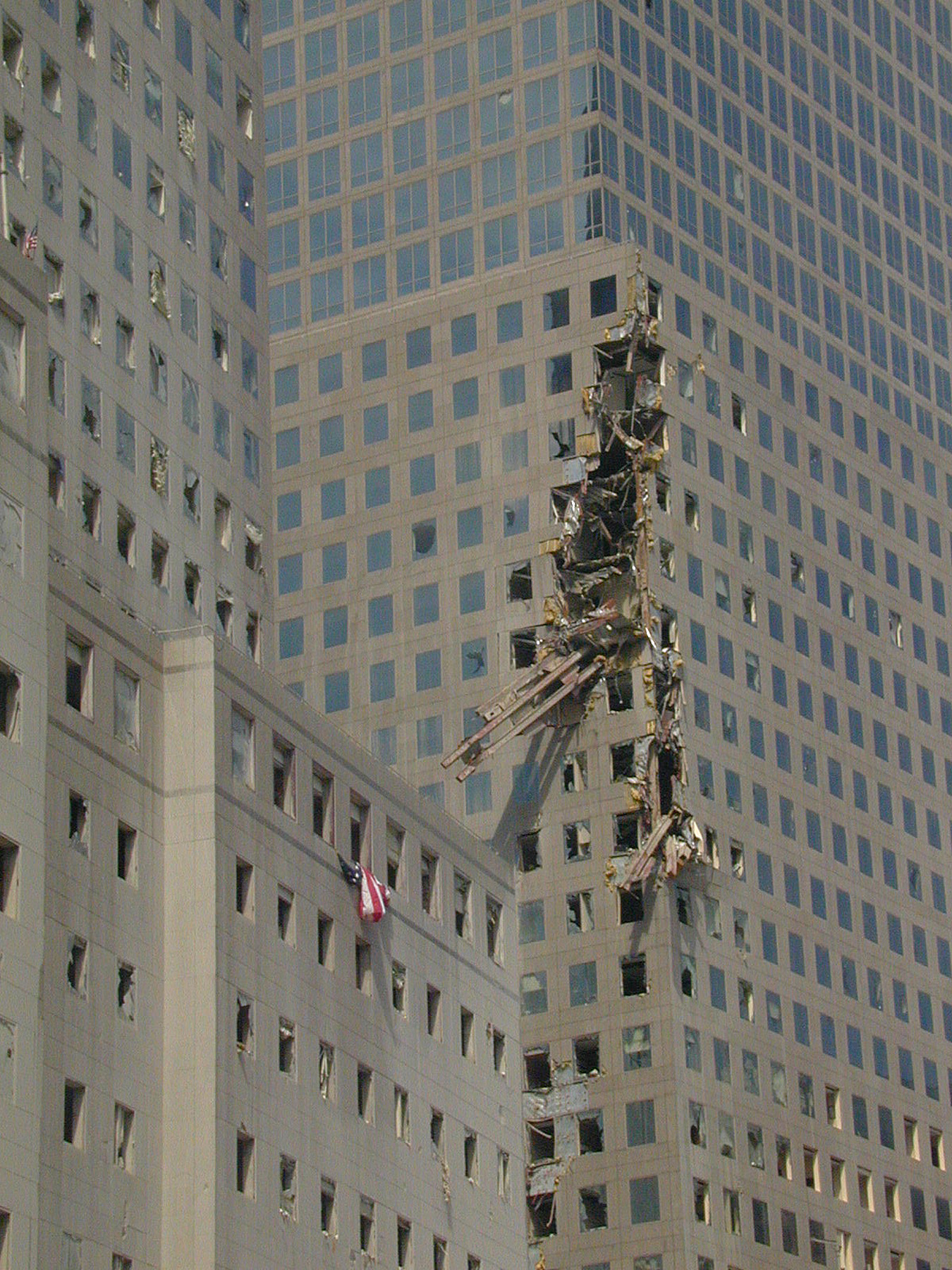
Повреждённый ВФЦ-3
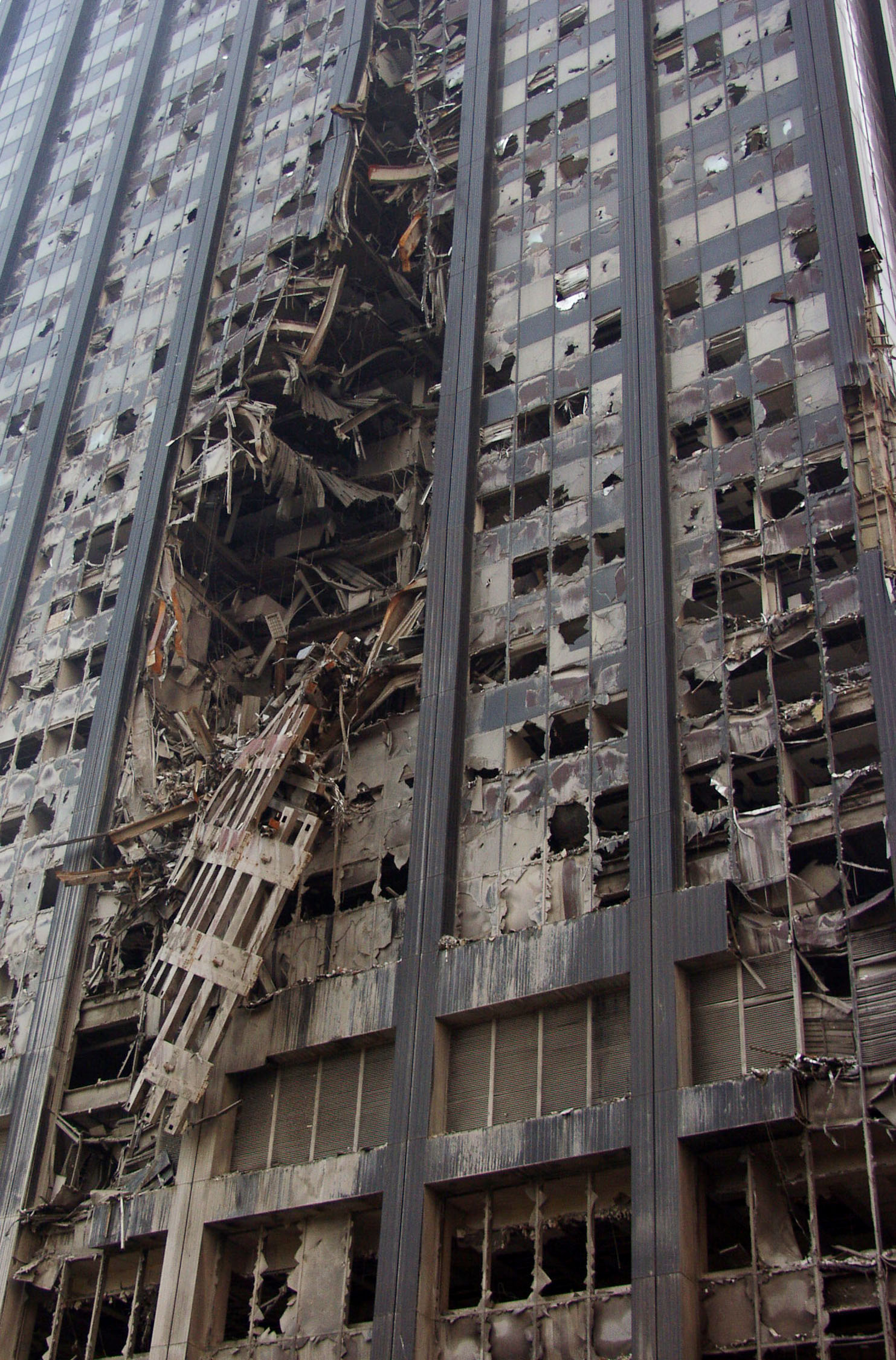
Повреждённый Дойче-Банк-билдинг
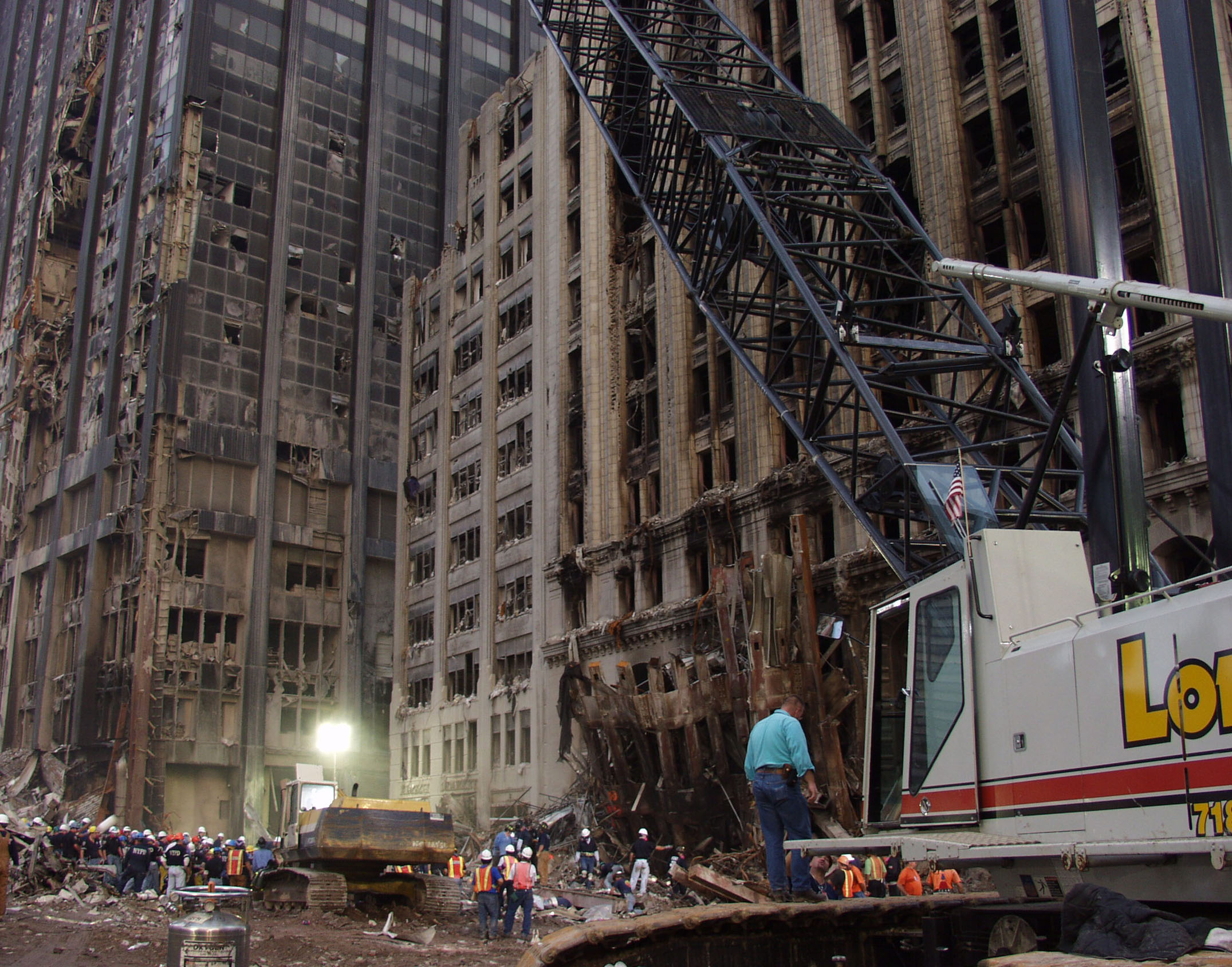
Повреждённый World Center Hotel (справа), перед которым была церковь
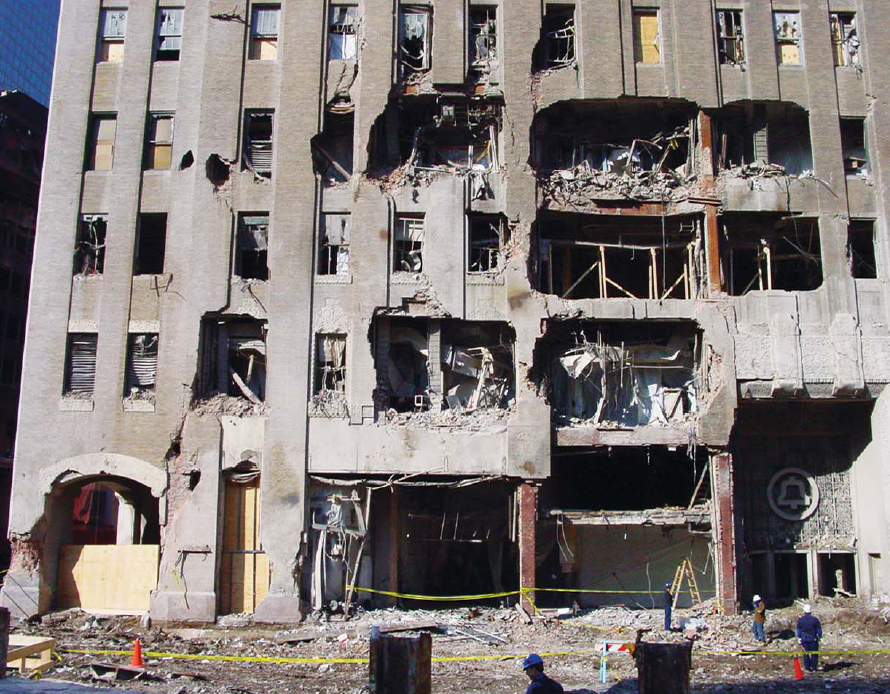
Повреждённый Верайзон-билдинг
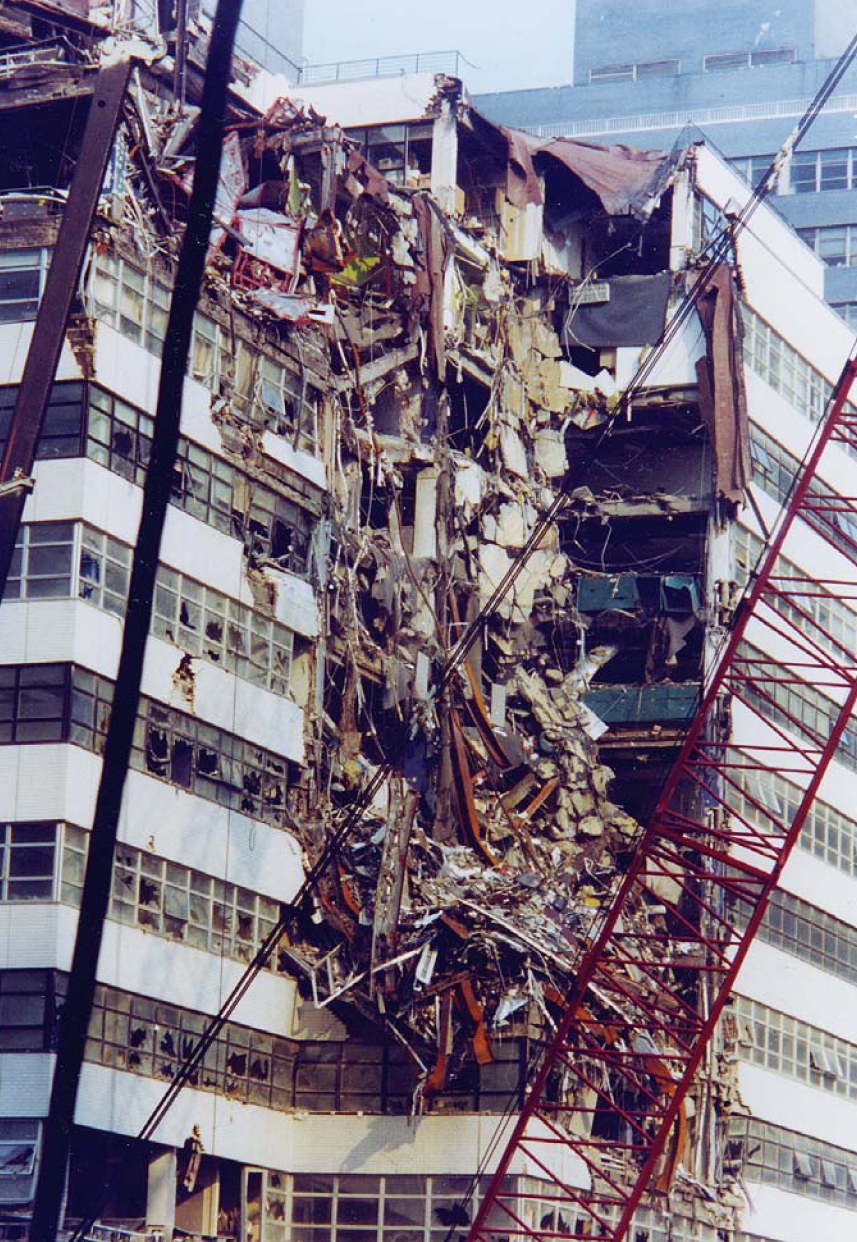
Повреждённый Фитерман-Холл
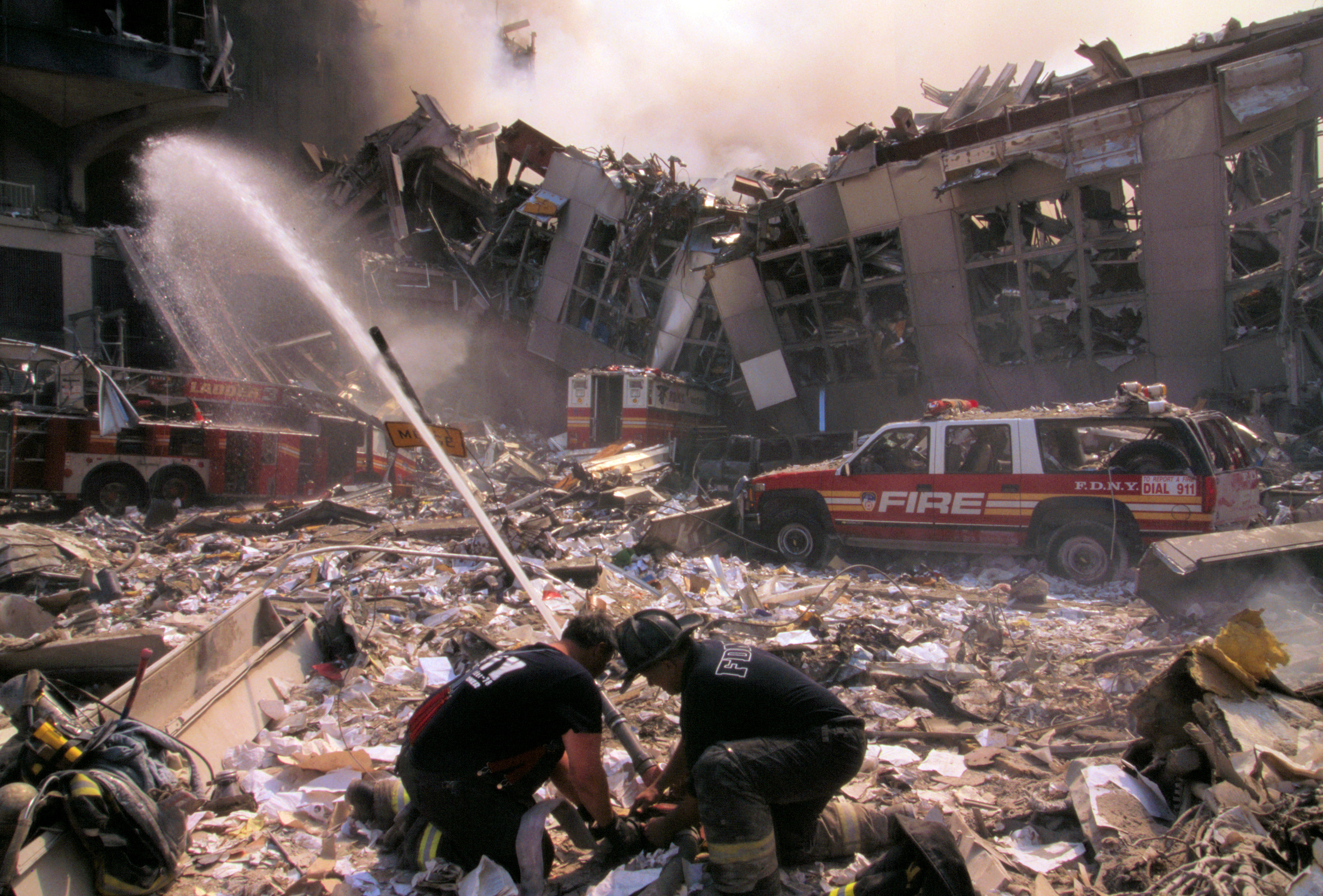
Оставшиеся под обломками пожарные машины
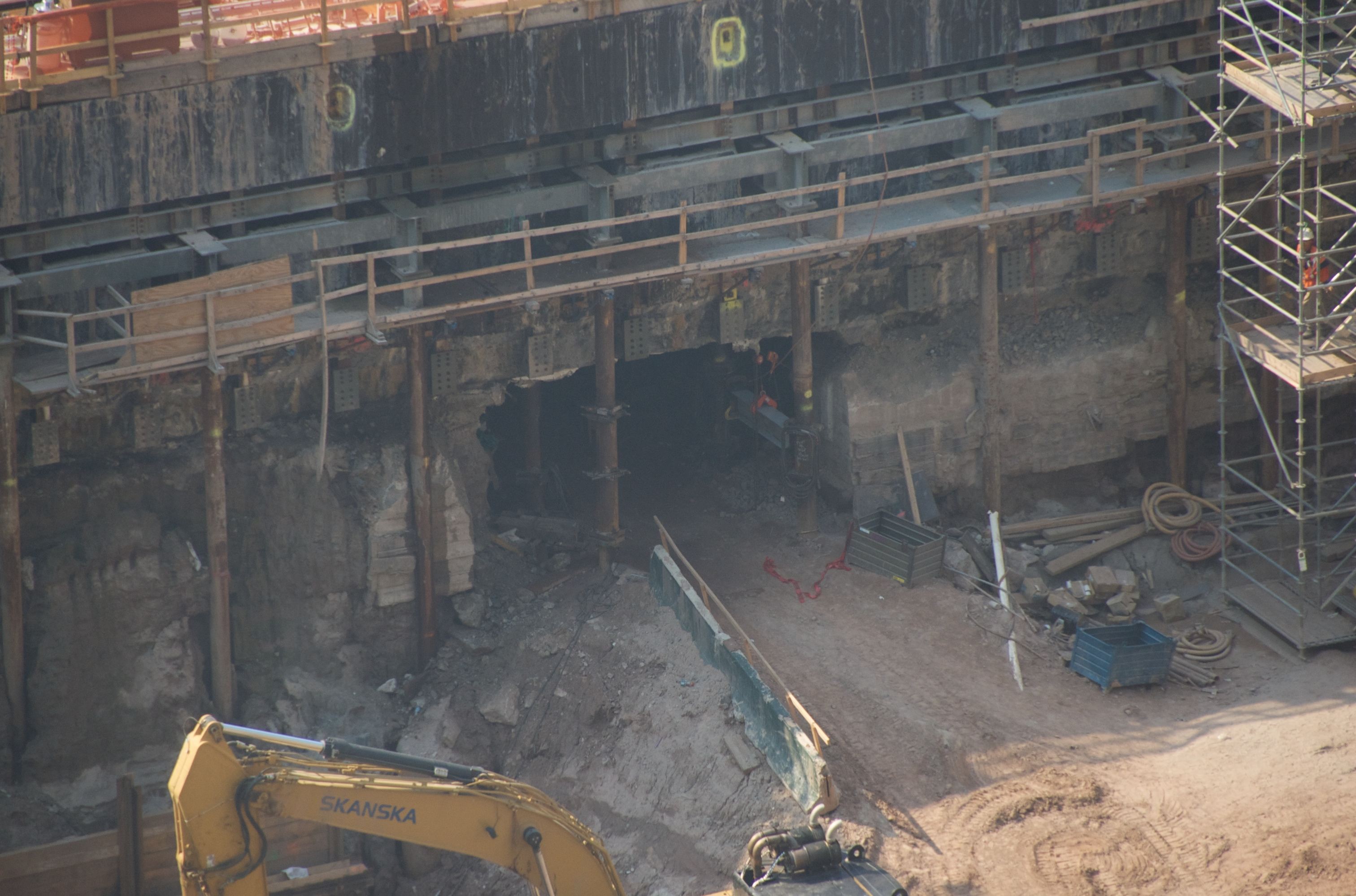
Обнажённый туннель метро станции Кортландт-стрит в 2008 году
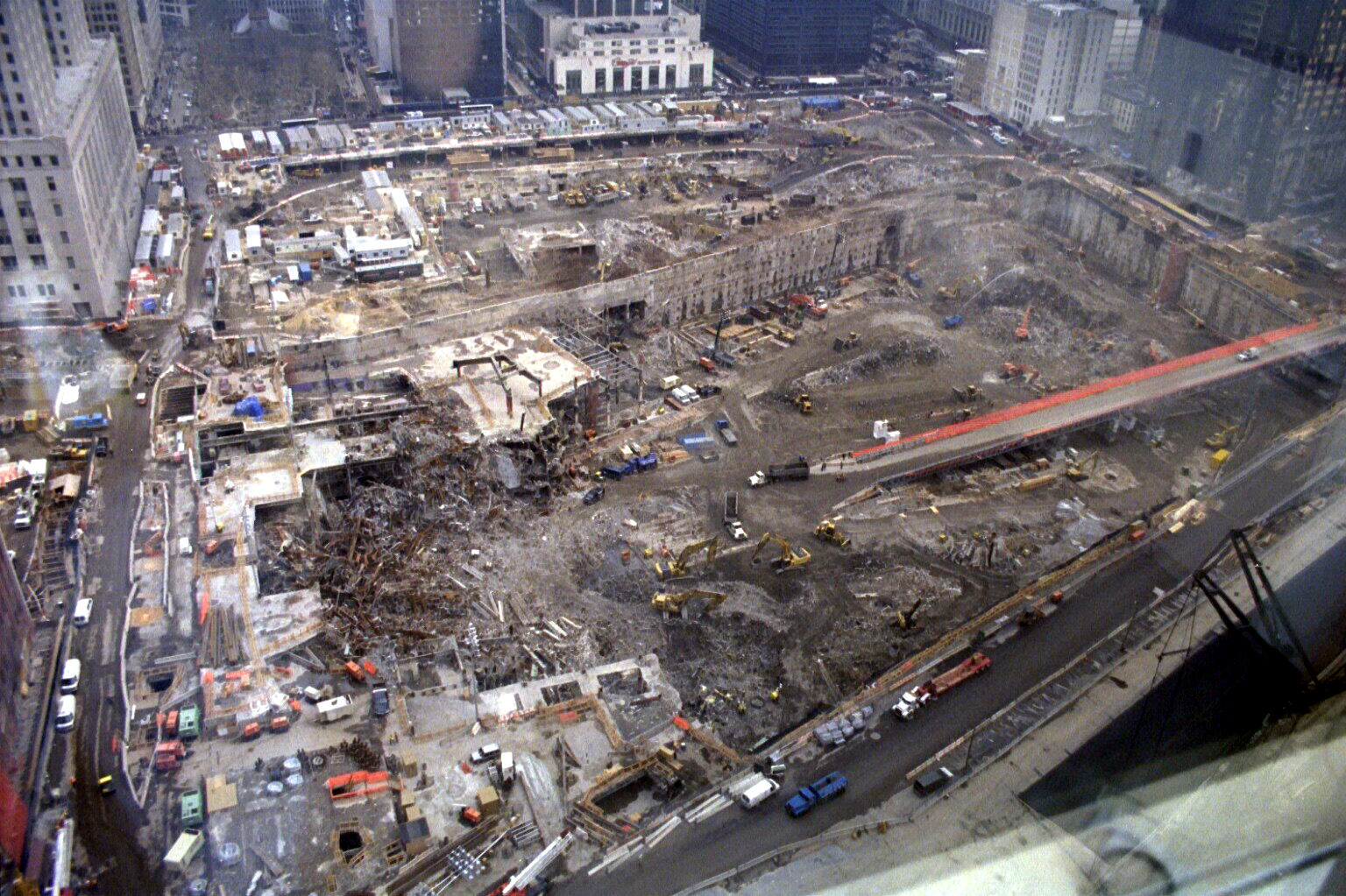
Расчистка котлована 15.03.2002

## Новый комплекс

План восстановления Всемирного торгового центра

В 2002 году началась постройка первого здания Нового комплекса Всемирного торгового центра — «7-го ВТЦ». Через четыре года здание было построено. В 2006 году начали стройку Мемориала ВТЦ (открыт 11 сентября 2011 года) и «1-го ВТЦ» (достроен уже под названием «Freedom Tower» (с англ. — ««Башня Свободы»») в мае 2013 года, в эксплуатацию введён в ноябре 2014 года). Возведение «3-го ВТЦ» было начато в 2010 году, после неоднократных перерывов здание было достроено до проектной высоты в октябре 2016 года и введено в эксплуатацию 11 июня 2018 года. Стройка «2-го ВТЦ» также началась в 2010 году, но вскоре была прервана — успели возвести лишь фундамент; в январе 2020 года было заявлено, что проект будет значительно переработан по мотивам проекта 2007 года. «4-й ВТЦ» был открыт в октябре 2013 года, строительство «ВТЦ-5» началось 9 сентября 2011 года, но на некоторое время было заморожено. В феврале 2021 года был разработан принципиально новый проект небоскрёба «ВТЦ-5». Строительство планировалось начать в 2023 году, а завершить в 2028 году, но было перенесено на 2024 год, с завершением в 2029 году.

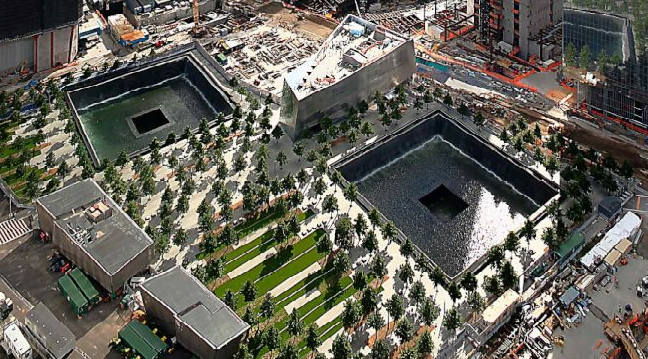
Мемориал 9/11
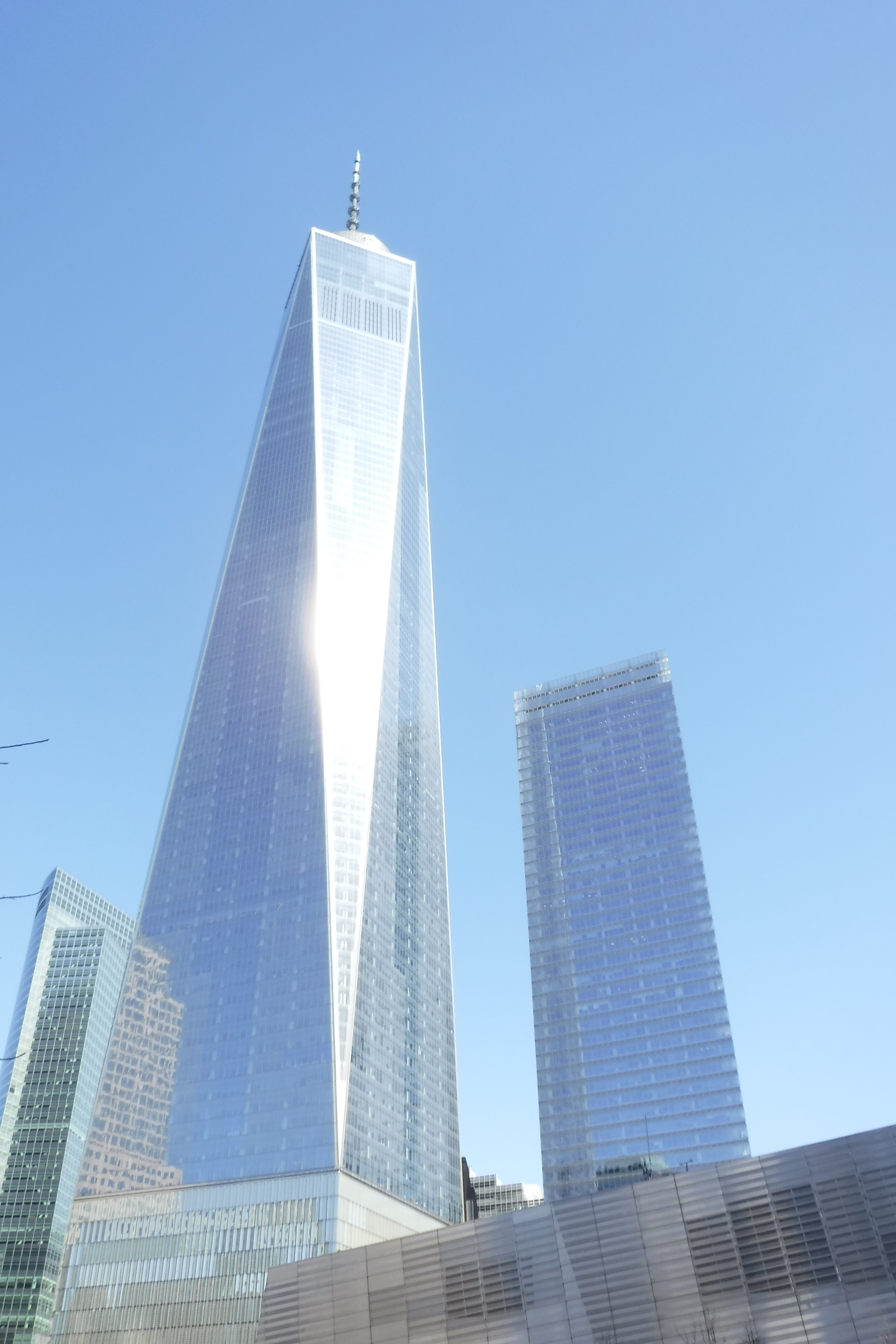
ВТЦ-1 и ВТЦ-7
Проект ВТЦ-2
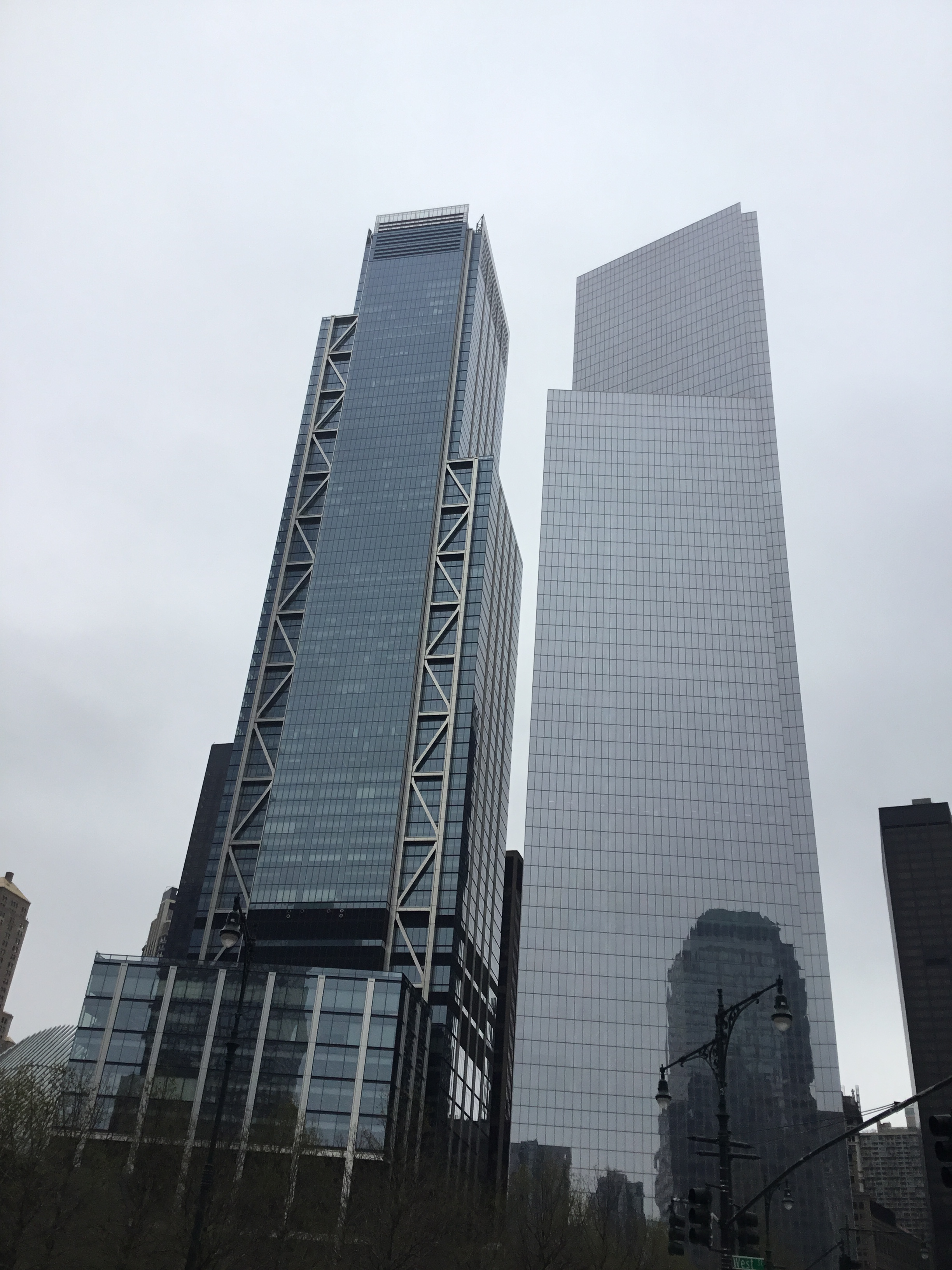
ВТЦ-3 и ВТЦ-4
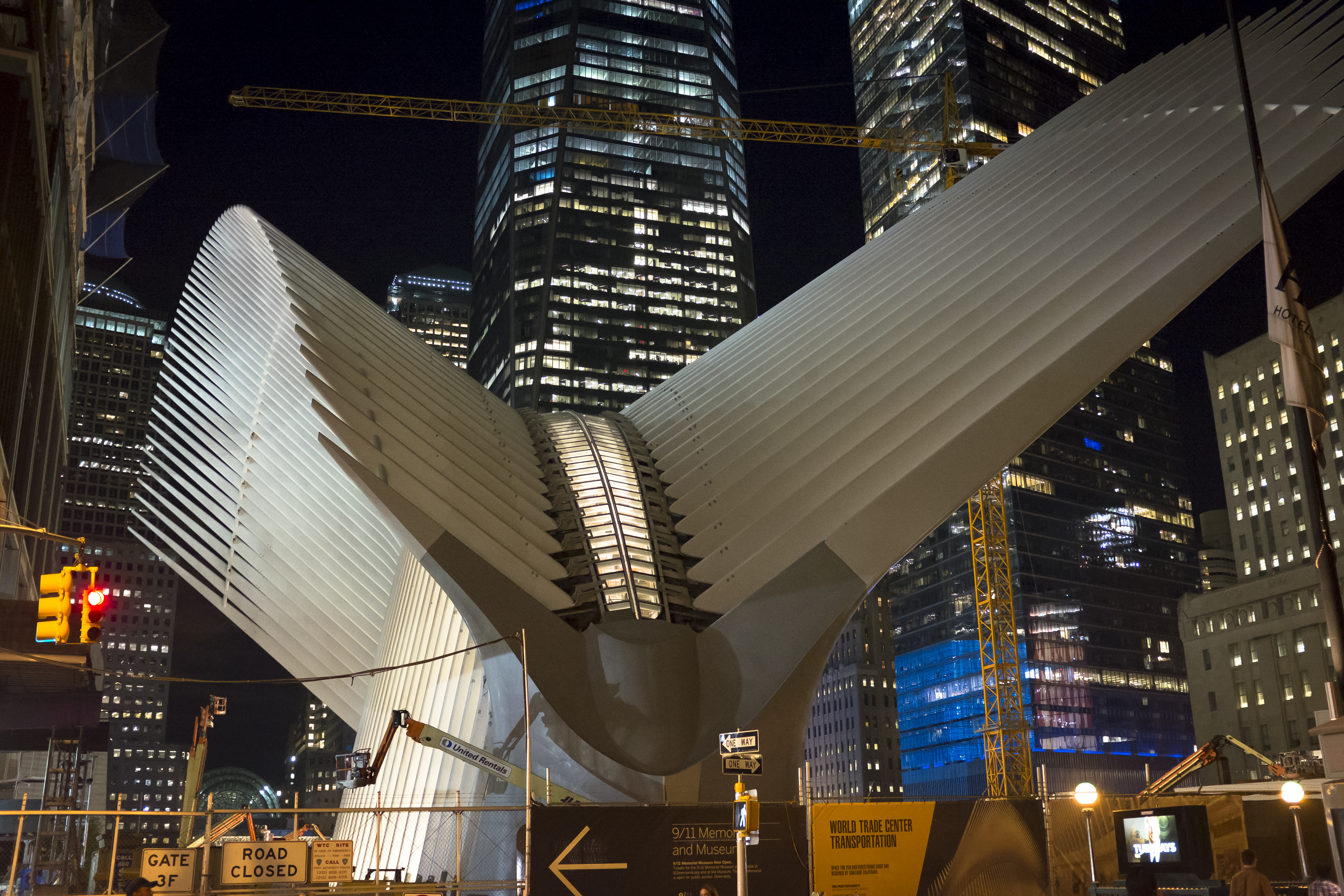
Транспортный хаб ВТЦ

## Посвящения
- 7 августа 1974 года французский канатоходец Филипп Пети прошёл по канату между Близнецами. Все представление длилось 45 минут. И за это время Филипп Пети прошёл целых восемь раз с одной крыши на другую. Позже Пети рассказывал: «Я не планировал делать это восемь раз. После первого прохода я немного отдохнул, прямо там же на канате, постоял, глядя на Северную башню, запечатлевая этот момент в своей памяти. А затем просто развернулся и пошёл обратно. Я танцевал. Я сел на канат. Я лёг на него. Я посмотрел вниз. Это опасно для канатоходца смотреть вниз, но я знал, что у меня никогда больше не будет такой возможности. К этому моменту за мной наблюдали уже тысячи людей». После терактов 11 сентября 2001 года Пети выразил желание пройти между Башнями ещё раз, в случае их отстройки.
- 11 сентября 2001 года во Всемирном торговом центре, согласно легенде, погиб гениальный и никому неведомый скульптор Брюс Хай Кволити (Bruce High Quality)[24]. Через несколько лет шесть молодых художников назвали в честь фантастического покойника свою арт-группу «Bruce High Quality Foundation»[24].
- В 2009 году в Иерусалиме открылся кенотаф в память о погибших в теракте 11 сентября. В основание обелиска заложен кусок оплавленного металла от ВТЦ[25].

### В произведениях искусства
Фильмы
Категория:Фильмы о террористическом акте 11 сентября 2001 года
Музыка
- 911 (песня группы D12, Gorillaz, фильм Плохая компания, 2002)
- I Can’t See New York (песня Tori Amos, альбом Scarlet's Walk, 2002)
- Skylines and Turnstiles (песня группы My Chemical Romance, альбом I Brought You My Bullets, You Brought Me Your Love, 2002)
- Free (альбом группы Bonfire, 2003)
- New New York (песня группы The Cranberries, альбом Stars, 2002)
- Façade of Reality (песня группы Epica, альбом The Phantom Agony, 2003)
- The Evil Has Landed (песня группы Testament, альбом The Formation of Damnation, 2008)
- When the Eagle Cries (песня группы Iced Earth, альбом The Glorious Burden, 2004)
- В городе Нью-Йорке (песня группы Зазеркалье, альбом Весна Священная, 2006)

## Фильмы, посвящённые эпизодам 1974 и 2001 года
«Башни-близнецы» (англ. World Trade Center) — кинофильм Оливера Стоуна 2006 года выпуска о событиях 11 сентября 2001 года.
«Человек на канате» (англ. Man on Wire) — английский документальный фильм 2008 года режиссёра Джеймса Марша. В 2009 году картина получила премию «Оскар» в номинации «Лучший полнометражный документальный фильм».
«Прогулка» (англ. The Walk) — американский исторический фильм о французском канатоходце Филиппе Пети, снятый режиссёром Робертом Земекисом. Роль Филиппа Пети сыграл американский актёр Джозеф Гордон-Левитт. В центре сюжета — предпринятый французом в 1974 году проход по канату, натянутому между Башнями-близнецами. В североамериканский прокат фильм вышел 30 сентября 2015 года.
«9/11» — американский фильм-катастрофа о терактах 11 сентября в Нью-Йорке. Основан на пьесе Патрика Карсона «Лифт». Режиссёр Мартин Гиги. Премьера состоялась 8 сентября 2017 года в США.